# Mikhail Sergeyevich Gorbachyov
Mikhail Sergeyevich Gorbachyov (chính tả tiếng Anh: Gorbachev; phiên âm tiếng Việt: Goóc-ba-chốp; 2 tháng 3 năm 1931 – 30 tháng 8 năm 2022) là một chính khách người Nga, nhà lãnh đạo thứ tám của Liên Xô từ năm 1985 cho tới khi quốc gia này sụp đổ vào năm 1991. Ông từng lần lượt đảm nhận các cương vị: Tổng Bí thư Ban Chấp hành Trung ương Đảng Cộng sản Liên Xô từ năm 1985, nguyên thủ quốc gia từ năm 1988, Chủ tịch Đoàn Chủ tịch Xô viết Tối cao Liên Xô giai đoạn 1988-1989, Chủ tịch Xô viết Tối cao giai đoạn 1989-1990, và Tổng thống Liên Xô giai đoạn 1990-1991. Về ý thức hệ, tuy ban đầu kiên định đường lối Marx-Lenin, Gorbachyov dần ngả theo tư tưởng dân chủ xã hội vào đầu thập niên 90.
Gorbachyov chào đời tại Privolnoye, Nga Xô viết, trong một gia đình bần cố nông mang hai dòng máu Nga và Ukraina. Sinh thành dưới thời đại I. V. Stalin, ông hồi trẻ từng vận hành các máy gặt đập liên hợp ở nông trang tập thể trước khi gia nhập Đảng Cộng sản Liên Xô. Học tập tại Đại học Quốc gia Moskva, ông kết hôn với người bạn đồng môn Raisa Titarenko vào năm 1953 và nhận bằng luật vào năm 1955. Chuyển tới sinh sống ở Stavropol, ông làm việc cho tổ chức thanh thiếu niên Komsomol. Sau khi Stalin qua đời, Gorbachyov ủng hộ các chính sách phi Stalin hóa của nhà lãnh đạo Nikita Khrushchev. Năm 1970, ông được bổ nhiệm làm Bí thư thứ nhất Khu ủy Stavropol, chịu trách nhiệm giám sát dự án kênh đào Stavropol. Năm 1978, ông về Moskva và giữ chức bí thư Ban Chấp hành Trung ương Đảng. Năm 1979, ông trở thành ủy viên Bộ Chính trị. Ba năm sau khi Leonid Brezhnev qua đời – theo sau các nhiệm kỳ gián đoạn của Yuri Andropov và Konstantin Chernenko – vào năm 1985, Bộ Chính trị đề bạt Gorbachyov giữ chức Tổng Bí thư.
Tuy đã cam kết bảo tồn nhà nước Xô viết và tư tưởng Marx-Lenin, Gorbachyov tin rằng điều cấp thiết bấy giờ là một đợt cải cách triệt để. Về đối ngoại, ông cho rút quân khỏi Afghanistan, sôi nổi tham dự các hội nghị thượng đỉnh với Tổng thống Hoa Kỳ Ronald Reagan nhằm xoa dịu nguy cơ chiến tranh hạt nhân, hướng đến kết thúc Chiến tranh Lạnh. Về đối nội, chính sách glasnost của ông đã mở rộng đáng kể quyền tự do ngôn luận và tự do báo chí, còn chính sách perestroika đi đôi đã phi tập trung hóa ít nhiều nền kinh tế để nó có thể hoạt động trơn tru hơn. Các biện pháp dân chủ hóa của Gorbachyov và sự thành lập của Đại hội Đại biểu Nhân dân Liên Xô đã gây phương hại đến chế độ đơn đảng của nước này. Gorbachyov từ chối can thiệp quân sự vào các nước Khối Đông định từ bỏ chủ nghĩa Marx-Lenin giai đoạn 1989–1992. Trong khi ở nước nhà, sự trỗi dậy của chủ nghĩa dân tộc đã đe dọa sự tồn vong của Liên Xô. Hoàn cảnh này đã khiến phái kiên định chủ nghĩa Marx–Lenin liều lĩnh thực hiện đảo chính vào năm 1991 nhưng bất thành, khiến Liên Xô tan rã trái với nguyện vọng của Gorbachyov. Sau thời gian đó, ông thành lập Quỹ Gorbachyov và trở thành nhân vật bất đồng chính kiến, chỉ trích hai vị tổng thống Boris Yeltsin và Vladimir Putin, đồng thời vận động phong trào dân chủ xã hội ở Nga.
Gorbachyov được coi là một trong những nhân vật cực kỳ có sức ảnh hưởng nửa sau thế kỷ thứ 20. Ông được phương Tây khen ngợi vì vai trò mấu chốt trong việc chấm dứt Chiến tranh Lạnh, mở ra một thời kỳ chính trị mới ở Liên Xô, cũng như vai trò của ông đối với sự sụp đổ của các chính quyền theo chủ nghĩa Marx–Lenin ở Đông và Trung Âu, dẫn đến sự thống nhất nước Đức. Trái lại, ở quê nhà, Gorbachyov thường bị chê trách vì đã khiến Liên Xô tan rã, dẫn đến sự suy yếu đáng kể tầm ảnh hưởng của Nga trên chính trường quốc tế và hối thúc sự sụp đổ của nền kinh tế nước này.

## Đầu đời và giáo dục

### 1931–1950: Tuổi thơ
Gorbachev chào đời ngày 2 tháng 3 năm 1931 tại làng Privolnoye, hồi ấy thuộc vùng Krai Bắc Kavkaz, Cộng hòa Xã hội chủ nghĩa Xô viết Liên bang Nga, Liên Xô. Hai sắc tộc lớn nhất ở vùng Privolnoye lúc bấy giờ là người Nga và người Ukraina. Phía nội của Gorbachev mang dòng máu Nga, di cư tới đây từ vùng Voronezh mấy thế hệ trước; phía ngoại của ông thì mang dòng máu Ukraina, di cư tới đây từ vùng Chernihiv. Gorbachev được đặt tên riêng là Viktor lúc mới sinh, song theo mong muốn của mẹ – một tín đồ Chính thống giáo ngoan đạo – ông được rửa tội bí mật và ban cho cái tên Kitô là Mikhail. Ông có quan hệ rất gần gũi với thân phụ Sergey Andreyevich Gorbachev, song lại lạnh nhạt và xa cách thân mẫu Maria Panteleyevna Gorbacheva (nhũ danh Gopkalo). Cha mẹ Gorbachev xuất thân đều là những bần nông nghèo cùng, kết hôn vào năm 1928 khi còn là thanh niên. Theo phong tục địa phương, họ ban đầu chung sống trong căn nhà tranh đắp vách gạch sống bên nội của Sergey rồi sau mới chuyển ra ở riêng.

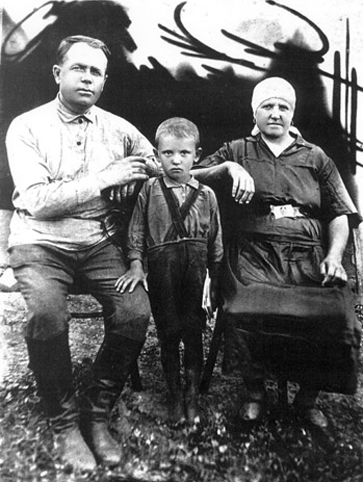
Gorbachev và ông bà ngoại người Ukraina, ảnh chụp cuối thập niên 30

Dưới sự lãnh đạo của Stalin, vị lãnh tụ của nhà nước Liên Xô khi Gorbachev còn trẻ, chính sách tập thể hóa nông trang diện rộng được thúc đẩy mạnh mẽ; hành động thực tiễn mà theo chủ thuyết Marx–Lenin sẽ giúp xã hội Xô viết quá độ lên chủ nghĩa xã hội. Trong thời kỳ này, ông ngoại của Gorbachev gia nhập Đảng Cộng sản Liên Xô, góp sức xây dựng kolkhoz (nông trang tập thể) đầu tiên của làng mình vào năm 1929 và trở thành chủ tịch của nó. Năm lên ba, Gorbachev tách khỏi bố mẹ và chuyển tới sống ở kolkhoz cùng ông bà ngoại.
Liên Xô trải qua nạn đói nghiêm trọng giai đoạn 1930–1933, khiến hai cô chú bên nội của Gorbachev thiệt mạng. Ngay sau đó, Stalin khơi mào cuộc Đại thanh trừng, trong đó những người bị coi là "kẻ thù của nhân dân", bao gồm những người có cảm tình với các dòng Marxist đối lập như chủ nghĩa Trotsky, bị bắt và áp giải tới các trại lao động tập trung hoặc tệ hơn thì bị xử tử. Cả hai người ông của Gorbachev đều bị bắt giữ (ngoại vào năm 1934 và nội vào năm 1937) và bị đưa tới các trại lao động Gulag. Sau khi được thả vào tháng 12 năm 1938, ông ngoại của Gorbachev kể lại rằng mình đã bị tra tấn bởi lực lượng cảnh sát mật OGPU, câu chuyện mà ám ảnh cậu bé Gorbachev suốt đời.
Theo sau sự bùng nổ của Thế chiến thứ hai, Đức Quốc xã tiến hành xâm lược Liên Xô vào tháng 6 năm 1941. Quân Đức chiếm đóng Privolnoye trong vòng bốn tháng rưỡi vào năm 1942. Khi ấy, cha của Gorbachev đã gia nhập Hồng quân, vào sinh ra tử tại Trận Kursk; tuy chịu nhiều thương tích, ông sống sót trở về và đoàn tụ với gia đình. Sau khi Đức Quốc xã bị đánh bại, vào năm 1947, cha mẹ Gorbachev sinh hạ con trai thứ hai, đặt tên là Aleksandr.
Ngôi trường làng nơi Gorbachev theo học đóng cửa suốt phần lớn cuộc chiến, chỉ mở cửa lại vào mùa thu năm 1944. Gorbachev chán ngấy khi nghĩ đến ngày tựu trường, song một khi đi học thì điểm số trên lớp cực kỳ xuất sắc. Ông rất ham mê đọc sách, nào là tiểu thuyết phương Tây của Thomas Mayne Reid, nào là các tác phẩm của các văn hào Nga như Vissarion Belinsky, Alexander Pushkin, Nikolai Gogol, và Mikhail Lermontov. Năm 1946, ông gia nhập đoàn thanh niên Xô viết Komsomol, trở thành lãnh đạo của một chi bộ địa phương, sau được tiến cử lên ủy ban quận của Komsomol. Gorbachev học cấp ba ở Molotovskoye, thường trú hằng tuần ở đó và cuốc bộ 19 km (12 mi) về nhà mỗi cuối tuần. Ông sôi nổi tham gia hội kịch nghệ của trường, hăng hái tổ chức các hoạt động thể thao xã hội, và tình nguyện làm lớp trưởng lớp thể dục buổi sáng. Suốt 5 đợt hè từ năm 1946 trở đi, ông về quê để giúp bố vận hành các máy gặt đập liên hợp, có khi làm cật lực 20 tiếng mỗi ngày. Năm 1948, hai bố con đã thu hoạch tổng cộng 8.000 tạ thóc; thành tích mà đã giúp Sergey được trao Huân chương Lenin và Gorbachev được trao Huân chương Cờ đỏ Lao động.

### 1950–1955: Đại học
— Thư Gorbachev gửi Đảng Cộng sản năm 1950, tạm dịch theo Taubman (2017:42)
Tháng 6 năm 1950, Gorbachev trở thành ứng cử viên Đảng Cộng sản. Ông cũng nộp đơn vào trường Luật của Đại học Quốc gia Moskva (MSU), cơ sở đại học danh giá nhất ở Liên Xô lúc bấy giờ. Ông được nhận mà không cần thi đầu vào, có lẽ vì chiếu cố cho gia cảnh nghèo khó và nhờ tấm Huân chương Cờ đỏ Lao động do ông được trao tặng. Lựa chọn học luật của ông khá bất thường, bởi lẽ ngành này không được coi trọng mấy trong xã hội Xô viết lúc bấy giờ. Năm 19 tuổi, ông đi tàu hỏa lên Moskva; đây cũng là lần đầu ông rời xa quê nhà.
Ở Moskva, Gorbachev sống chung với các sinh viên MSU trong ký túc xá tại Quận Sokolniki. Ông và các sinh viên vùng quê cảm thấy lạc lõng khi sống trên thành phố, song cũng nhanh chóng làm quen được với môi trường xung quanh. Những người đồng môn kể rằng Gorbachev rất chăm chỉ, hay thức khuya để học. Ông trở nên nổi tiếng với vai trò là người hòa giải trong các cuộc cãi vã vì tính tình bộc trực, song một số quan điểm thực sự thì giữ kín và chỉ giãi bày khi trò chuyện riêng; chẳng hạn, Gorbachev nói riêng với các bạn học rằng ông phản đối tiêu chuẩn pháp lý của Liên Xô lúc bấy giờ, theo đó thì tòa án chỉ cần một lời thú tội là đã quy kết bị cáo mà không cần quan tâm rằng lời thú ấy có bị ép buộc hay không.
Tại MSU, Gorbachev trở thành trưởng Komsomol của lớp khóa nhất, rồi thăng lên chức phó bí thư ban cổ động và tuyên giáo Komsomol của trường luật. Một trong những nhiệm vụ Komsomol đầu tiên của ông ở Moskva là đôn đốc cuộc bầu cử tại Quận Presnensky. Theo Gorbachev, nhiều người bỏ phiếu "vì sợ". Năm 1952, ông được kết nạp chính thức vào Đảng Cộng sản Liên Xô.
Gorbachev gặp gỡ người vợ tương lai, Raisa Titarenko, bên khoa triết học của MSU. Tuy ban đầu được đính hôn với một chàng trai khác, Raisa đã bắt đầu làm quen với Gorbachev sau khi hôn sự đó không thành. Họ thường xuyên cùng nhau đi chơi hiệu sách, bảo tàng và triển lãm tranh.
Tháng 6 năm 1955, Gorbachev tốt nghiệp loại xuất sắc nhờ khóa luận bàn về các ưu điểm của "dân chủ xã hội chủ nghĩa" so với "dân chủ tư sản". Sau khi ra trường, ông được bổ nhiệm vào một vị trí ở Viện Kiểm sát Liên Xô, bấy giờ đang tập trung phục hồi danh dự cho các nạn nhân vô tội bị thanh trừng dưới thời Stalin, nhưng lại thấy công việc này không hợp với mình.

## Bước đầu trong Đảng Cộng sản Liên Xô

### 1955–1969: Komsomol ở Stavropol

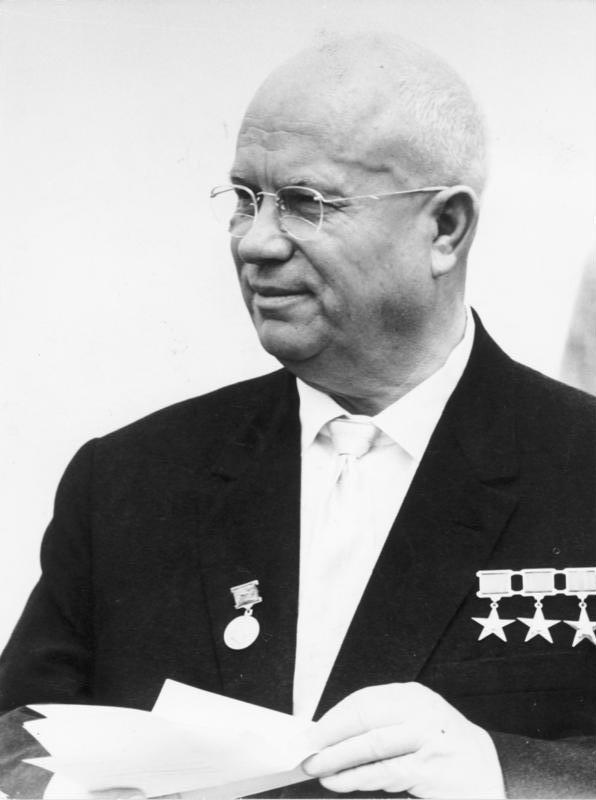
Gorbachev ủng hộ chính sách phi-Stalin hóa của cựu lãnh đạo Liên Xô Nikita Khrushchev

Tháng 8 năm 1955, Gorbachev bắt đầu công tác tại văn phòng biện lý Stavropol, song vì chán nản công việc mà chuyển sang làm cho Komsomol nhờ mối quan hệ rộng. Ông được cho giữ chức phó giám đốc sở tuyên truyền và cổ động của Komsomol địa phương, có nhiệm vụ đi thăm làng mạc và cố gắng cải thiện đời sống sinh hoạt của bà con tại đó; ông đã cho thành lập một hội thảo luận tại làng Gorkaya Balka để nông dân địa phương tiện giao du.
Mikhail Gorbachev và người vợ Raisa ban đầu thuê một căn hộ nhỏ ở Stavropol; họ thường dạo phố vào mỗi buổi chiều và đi bộ đường trường ở vùng ngoại ô vào cuối tuần. Tháng 1 năm 1957, Raisa sinh con gái đầu lòng tên là Irina. Năm 1958, gia đình họ chuyển tới sống trong một căn chung cư hai phòng. Năm 1961, Gorbachev bắt đầu học lấy văn bằng hai về sản xuất nông nghiệp; ông theo khóa giáo dục từ xa của Viện Nông nghiệp Stavropol, và rồi được trao chứng chỉ vào năm 1967. Vợ ông cũng theo đuổi văn bằng hai, trở thành Tiến sĩ ngành xã hội học tại Đại học Sư phạm Quốc gia Moskva vào năm 1967. Trong những năm tháng ở Stavropol, Raisa cũng gia nhập Đảng Cộng sản Liên Xô.
Sau khi Stalin mất, lãnh tụ mới của Liên Xô là Khrushchev tố cáo chế độ cũ và tục sùng bái cá nhân Stalin trong bài diễn văn bí mật vào tháng 2 năm 1956, rồi ngay lập tức thực thi chính sách phi Stalin hóa mọi mặt đời sống xã hội Liên Xô. Nhà nghiên cứu tiểu sử William Taubman cho rằng Gorbachev "là hiện thân" của "tinh thần cải lương" dưới thời đại Khrushchev. Ông thuộc trong số những người tự coi mình là "Marxist chính danh" hoặc "Leninist chính danh"; những người chống đối tư tưởng Stalinist mà họ coi là đồi bại. Gorbachev nhiệt tình tham gia tuyên truyền thông điệp bài trừ Stalin ở Stavropol; song trong quá trình công tác, ông vẫn gặp nhiều người tôn vinh Stalin như anh hùng hoặc ủng hộ các cuộc thanh trừng do Stalin khơi mào.
Gorbachev thăng tiến nhanh chóng trong nội bộ chính quyền địa phương, và giới chức cũng rất tin cậy ông về mặt chính trị. Với kĩ năng chính trị láu lỉnh của mình, một số đối thủ đồng cấp đã rất đố kị với thành công của Gorbachev. Tháng 9 năm 1956, ông được bầu làm Bí thư thứ nhất của Komsomol thành phố Stavropol và chịu trách nhiệm điều hành tổ chức này; vào tháng 4 năm 1958, ông trở thành phó trưởng của Komsomol toàn khu vực. Tới lúc này thì ông đã được nhà nước bàn giao cho một căn hộ khang trang hơn: có hai phòng ngủ, một phòng bếp, một phòng vệ sinh, và một phòng tắm riêng. Ở Stavropol, ông thành lập một hội nhóm đàm luận cho thanh niên, và huy động những người trẻ tham gia vào các chiến dịch phát triển nông nghiệp của Khrushchev.

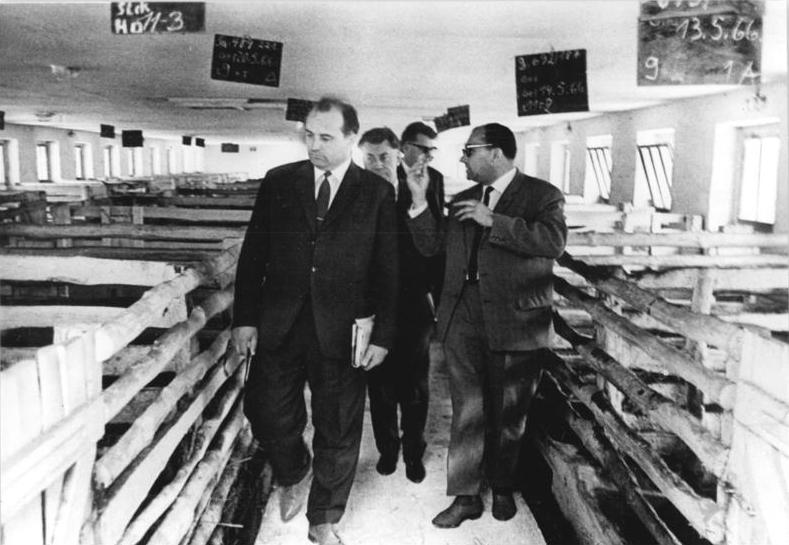
Gorbachev trong một chuyến thăm Đông Đức vào năm 1966

Tháng 3 năm 1961, Gorbachev trở thành Bí thư thứ nhất của Komsomol địa phương, cố gắng nới lỏng bầu cử để nhiều phụ nữ có cơ hội lên giữ chức thị trưởng hoặc quận trưởng hơn.  Năm 1961, Gorbachev tiếp đón đoàn đại biểu Ý tới dự Ngày hội Thanh niên Thế giới ở Moskva; tháng 10 cùng năm, ông dự Đại hội Đảng Cộng sản Liên Xô lần thứ XXII. Tháng 1 năm 1963, ông giữ chức trưởng nhân sự của ủy ban nông dân địa phương. Tháng 9 năm 1966, ông trở thành Bí thư thứ nhất Tổ chức Đảng Khu ủy Stavropol ("Gorkom"). Tới năm 1968, ông bắt đầu chán nản việc công chức – phần lớn vì nhận thấy rằng các cải cách của Khrushchev đang bị đình trệ và đảo ngược – và từng cân nhắc bỏ nghiệp chính trị để theo nghiệp học thuật. Tuy nhiên, vào tháng 8 năm 1968, ông được bầu làm Bí thư thứ hai Khu ủy Stavropol, tức là cấp phó của Bí thư thứ nhất Leonid Yefremov và là quan chức cao cấp thứ hai ở Stavrapol. Năm 1969, ông trở thành phó chức Xô viết Tối cao Liên Xô và trở thành ủy viên Ban Thường vụ Bảo vệ môi trường.
Được tự do di chuyển giữa các nước Khối Đông, Gorbachev cùng đoàn đại biểu Liên Xô sang thăm Đông Đức vào năm 1966, rồi Bulgaria vào năm 1969 và 1974. Tháng 8 năm 1968, Liên Xô xâm lược Tiệp Khắc để dập tắt cuộc biến loạn Mùa xuân Prague chống chủ nghĩa Marx–Lenin. Tuy Gorbachev công khai ủng hộ chiến dịch quân sự, thực chất thì ông giữ kín mối quan ngại về vấn đề này. Tháng 9 năm 1969, ông tham gia đoàn đại biểu Xô viết tới Tiệp Khắc, nhận thấy rằng nhân dân nơi đây không mấy thân thiện đối với ông. Cùng năm đó, chính quyền Xô viết ra lệnh cho ông kỷ luật Fagim B. Sadykov, giáo sư triết học của học viện nông nghiệp Stavropol, vì thể hiện tư tưởng chống đối chính sách nông nghiệp của nhà nước; Gorbachev đành sa thải Sadykov, song từ chối áp dụng chế tài xử phạt nặng hơn đối với ông này. Gorbachev về sau chia sẻ rằng ông "đã bị ảnh hưởng sâu sắc" bởi biến cố này; giãi bày rằng "lương tâm dằn vặt tôi" vì đã sa thải Sadykov.

### 1970–1977: Đứng đầu Khu ủy Stavropol
Tháng 4 năm 1970, Yefremov lên công tác ở thủ đô Moskva và Gorbachev nối gót làm Bí thư thứ nhất Khu ủy Stavropol. Các nhà lãnh đạo ở Kremlin đã dò xét kĩ lưỡng sơ yếu lý lịch của Gorbachev để trao cho ông vị trí này. Mới 39 tuổi, ông trẻ hơn đáng kể so với người tiền nhiệm. Với tư cách là người đứng đầu Khu ủy Stavropol, ông tự động trở thành ủy viên Ban Chấp hành Trung ương Đảng Cộng sản Liên Xô (khóa XXIV) vào năm 1971. Theo lời nhà viết tiểu sử Zhores Medvedev, Gorbachev "bấy giờ đã gia nhập lớp siêu tinh hoa của Đảng Cộng sản". Ở địa phương, Gorbachev ban đầu quy kết các sai lầm kinh tế cho "sự không hiệu quả và trình độ kém cỏi của các cán bộ, những thiếu sót trong cấu trúc quản lý, hoặc những kẽ hở trong lập pháp", song rốt cuộc phải thú nhận rằng chúng là hậu quả của sự tập trung hóa quá mức quyết định ở Moskva. Trong thời gian này, Gorbachev bắt đầu đọc các tác phẩm Marxist Tây phương của các văn sĩ như Antonio Gramsci, Louis Aragon, Roger Garaudy, và Giuseppe Boffa, vậy nên chịu ảnh hưởng tư tưởng của họ.

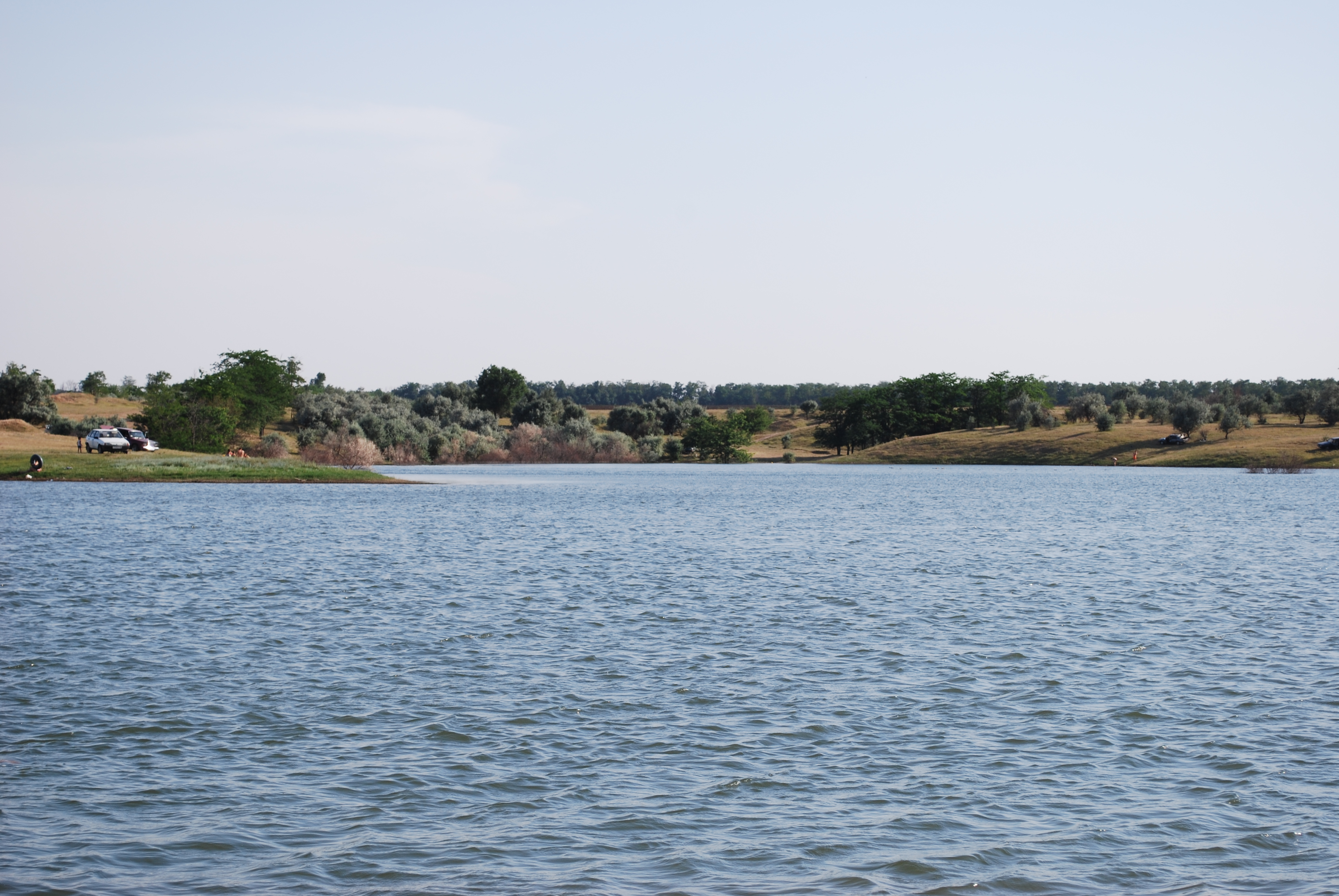
Một phần con kênh Stavropol được xây dựng nhờ sự lãnh đạo của Gorbachev

Nhiệm vụ chính của Gorbachev ở địa phương, nâng cao sản lượng nông nghiệp, bị cản trở bởi hai đợt hạn hán nghiêm trọng liên tiếp vào năm 1975 và 1976. Gorbachev giám sát công tác xây dựng Kênh đào Stavropol nhằm mở rộng hệ thống tưới tiêu ở nơi đây. Vì kỳ tích quận Ipatovsky bội thu ngũ cốc, vào tháng 3 năm 1972, ông được trao tặng Huân chương Cách mạng Tháng Mười bởi Brezhnev trong một lễ liên hoan ở Moskva. Gorbachev luôn tìm cách chiếm được lòng tin của Brezhnev; với tư cách khu ủy trưởng, Gorbachev liên tục khen ngợi Brezhnev trong các bài diễn văn, từng có lần ví ông ta như là "vị chính khách nổi bật của thời đại chúng ta". Gorbachev và vợ dành kỳ nghỉ để đi thăm thú Moskva, Leningrad, Uzbekistan và Bắc Kavkaz. Gorbachev cũng nhân dịp này để kết thân với thủ trưởng KGB, Yuri Andropov, người mà rất có thiện cảm với ông, về sau trở thành một người chống lưng đắc lực cho ông. Gorbachev cũng gây dựng mối quan hệ hòa hảo với những nhân vật quan trọng như thủ tướng Liên Xô Alexei Kosygin, và đảng viên kỳ cựu Mikhail Suslov.
Gorbachev được chính phủ tin tưởng cho theo các đoàn đại biểu Xô viết sang Tây Âu; giữa năm 1970 và 1977, ông đã thực hiện tổng cộng năm chuyến công du khác nhau. Tháng 9 năm 1971, ông cùng phái đoàn Xô viết sang thăm Ý và gặp mặt các đại biểu của Đảng Cộng sản Ý; Gorbachev yêu thích văn hóa Ý nhưng lại choáng ngợp trước sự nghèo đói và bất công ở đất nước này. Ông thăm Bỉ và Hà Lan vào năm 1972, và Tây Đức vào năm 1973. Năm 1976, Gorbachev cùng vợ sang Pháp lần đầu, và vào lần hai năm 1977, hai vợ chồng được đại diện Đảng Cộng sản Pháp dẫn đi thăm thú khắp đất nước. Ông đã thấy rất ngạc nhiên vì người Tây Âu rất phóng khoáng trong việc đưa ra chính kiến và chỉ trích các chính khách nước mình, điều mà bấy giờ thiếu vắng ở Liên Xô. Gorbachev về sau có nói rằng, đối với ông và vợ, những chuyến thăm này "đã làm lay chuyển niềm tin tiên nghiệm của chúng tôi về sự ưu việt của hệ thống xã hội chủ nghĩa trước dân chủ tư sản".

## Bí thư Ban Chấp hành Trung ương KPSS

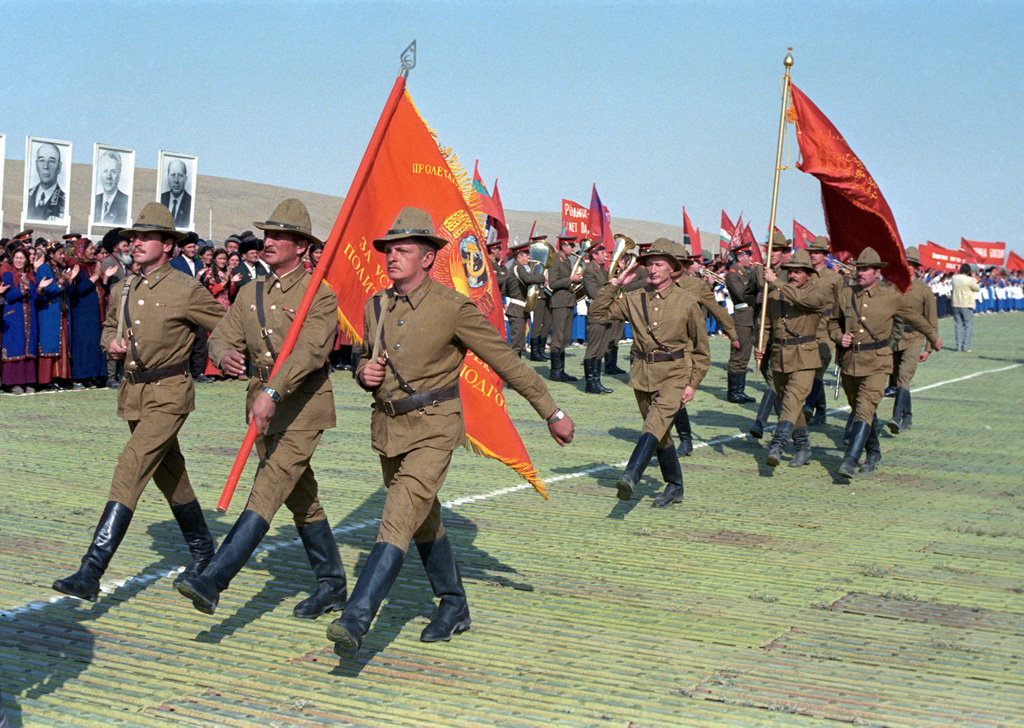
Gorbachev ngờ vực quyết định triển khai binh lính Liên Xô ở Afghanistan.

Tháng 11 năm 1978, Gorbachev được bổ nhiệm làm Bí thư Ban Chấp hành Trung ương Đảng, với sự nhất trí đồng thuận của tất cả các ủy viên. Để tiện công tác, Gorbachev và vợ chuyển tới Moskva, sống trong một dacha cũ nằm ở ngoại ô. Họ sau chuyển đến địa điểm khác, tại Sosnovka, trước khi được cấp cho một căn nhà gạch mới xây. Ngoài ra, ông cũng được cấp cho một căn hộ trong nội đô, song quyết định giao nó cho con gái và con rể; Irina bấy giờ đã kiếm được việc làm tại Viện Y khoa Thứ hai tại Moskva. Sau khi gia nhập hàng ngũ chính giới tinh hoa, Gorbachev và vợ được tiếp cận với dịch vụ phúc lợi y tế tốt hơn và các cửa hàng chuyên biệt. Họ có đầu bếp, người hầu, cận vệ và thư ký riêng; nhiều thành phần trong đó là đặc vụ KGB. Trên cương vị mới, Gorbachev thường phải làm việc từ 12 đến 16 tiếng mỗi ngày. Ông và vợ ít khi xã giao, có thú vui đi thăm các nhà hát và bảo tàng ở Moskva.

## Tổng Bí thư Ban Chấp hành Trung ương KPSS

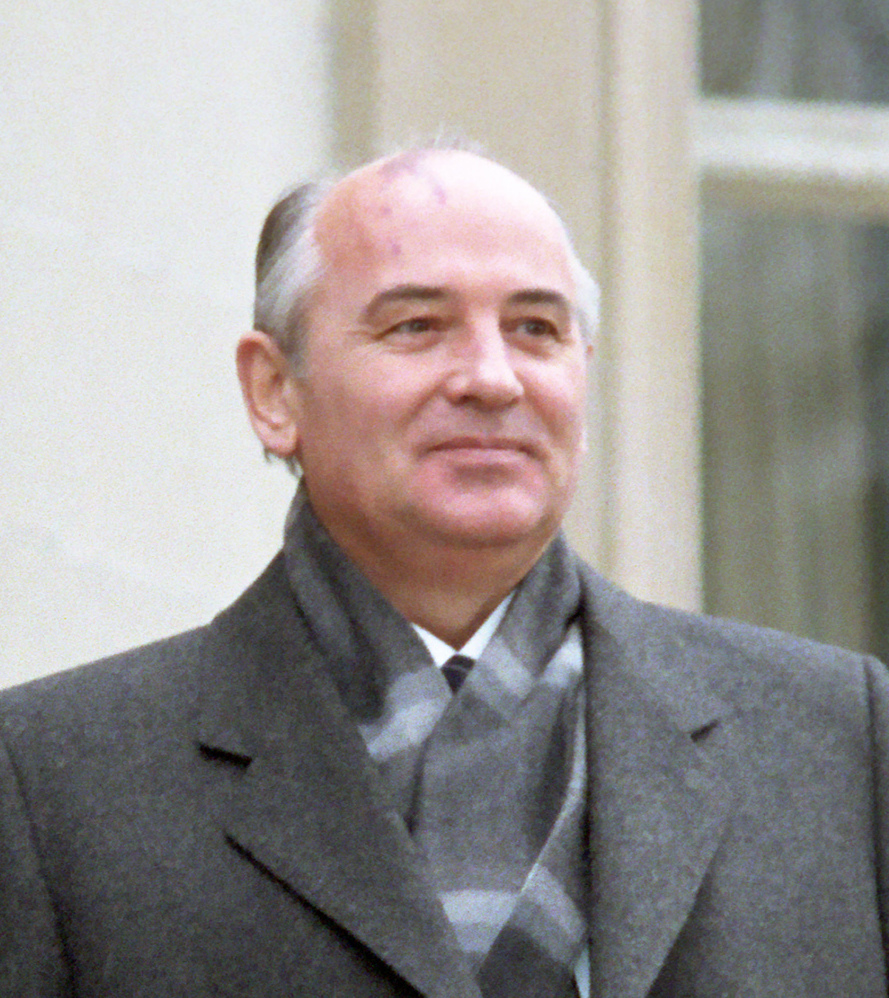
Gorbachev tại hội nghị thượng đỉnh Genève, Thụy Sĩ, tháng 11 năm 1985

Ngày 10 tháng 3 năm 1985, Chernenko qua đời. Gromyko đề bạt cho Gorbachev giữ chức Tổng Bí thư; với tư cách là đảng viên cao cấp, lời gợi ý của Gromyko cực kì có trọng lượng trong Ủy ban Chấp hành Trung ương Đảng. Gorbachev kỳ vọng sẽ có nhiều phản đối về việc ông được bầu lên chức Tổng Bí thư, song hóa ra phần lớn Bộ Chính trị ủng hộ ông. Ít lâu sau cái chết của Chernenko, Bộ Chính trị nhất trí cho Gorbachev kế nhiệm, chính thức trở thành nhà lãnh đạo thứ 8 của Liên Xô. Ít người trong chính phủ tin rằng ông sẽ là một người cải lương triệt để như danh tiếng đã định. Dân tình Liên Xô, tuy không biết nhiều về Gorbachev, cảm thấy nhẹ nhõm khi hay tin nhà lãnh đạo mới không già nua hay bệnh tật.  Lần xuất hiện đầu tiên của Gorbachev trước công chúng trên cương vị Tổng Bí thư là tại lễ quốc tang của Chernenko ở Quảng trường Đỏ, được cử hành vào ngày 14 tháng 3 năm 1985. Hai tháng sau khi được tiến cử, ông tới Leningrad và phát biểu trước nhân dân của thành phố. Ông tiếp tục đi Ukraina vào tháng 6, Belarus vào tháng 7, và Tyumen Oblast vào tháng 9, khuyến khích các đảng bộ ban ngành có trách nhiệm hơn trong công tác khắc phục vấn đề địa phương.

### 1985–1986: Những năm đầu
Phong cách lãnh đạo của Gorbachev có thể coi là rất khác biệt so với những người tiền nhiệm. Ông thường dừng chân để trò chuyện với công dân trên đường phố, ngoài ra còn cấm tuyệt việc trưng bày ảnh chân dung của mình tại lễ hội 1985 trên Quảng trường Đỏ, đồng thời khuyến khích các ủy viên thảo luận cởi mở hơn tại các phiên họp của Bộ Chính trị. Phương Tây nhìn nhận Gorbachev như một nhà lãnh đạo Liên Xô nhân nhượng và hiền hòa hơn; một số nhà bình luận phương Tây cho rằng đây là mưu kế của Liên Xô nhằm đánh lừa chính phủ của họ. Vợ ông là cố vấn thân cận nhất của ông; bà được mệnh danh không chính thức là "đệ nhất phu nhân" trong các chuyến công du nước ngoài. Các cố vấn thân cận khác của ông cũng bao gồm Georgy Shakhnazarov và Anatoly Chernyaev.
Gorbachev nhận thức rõ rằng Bộ Chính trị có quyền miễn nhiệm ông, và chỉ một mình thì không thể thông qua các chính sách cải cách triệt để hơn, mà cần sự ủng hộ của đa số ủy viên trong Bộ Chính trị. Ông bèn tìm cách loại bỏ một số thành viên kì cựu trong Bộ Chính trị, cố gắng thuyết phục Grigory Romanov, Nikolai Tikhonov, và Viktor Grishin nghỉ hưu. Ông bổ nhiệm Gromyko làm thủ tướng, một chức danh biểu tượng không có mấy sức ảnh hưởng, và cho người đồng minh Eduard Shevardnadze thế chỗ Gromyko để lo công tác đối ngoại. Những đồng minh khác được ông bổ nhiệm bao gồm Yakovlev, Anatoly Lukyanov, và Vadim Medvedev. Boris Yeltsin cũng thuộc hàng ngũ những người Gorbachev trọng dụng và được giao phó chức Bí thư Ban Chấp hành Trung ương Đảng khóa XXVI vào tháng 7 năm 1985. Hầu hết những nhân vật này đều là quan chức có học thức, thất vọng với thời kỳ Brezhnev. Trong năm đầu tiên, 14 trên 23 trưởng ban trong Ban Bí thư bị thay thế. Thông qua cách này, Gorbachev đã củng cố đáng kể quyền lực đối với Bộ Chính trị chỉ trong vòng một năm, nhanh hơn hẳn các nỗ lực trước đó của Stalin, Khrushchev hoặc Brezhnev.

##### Chính sách đối nội

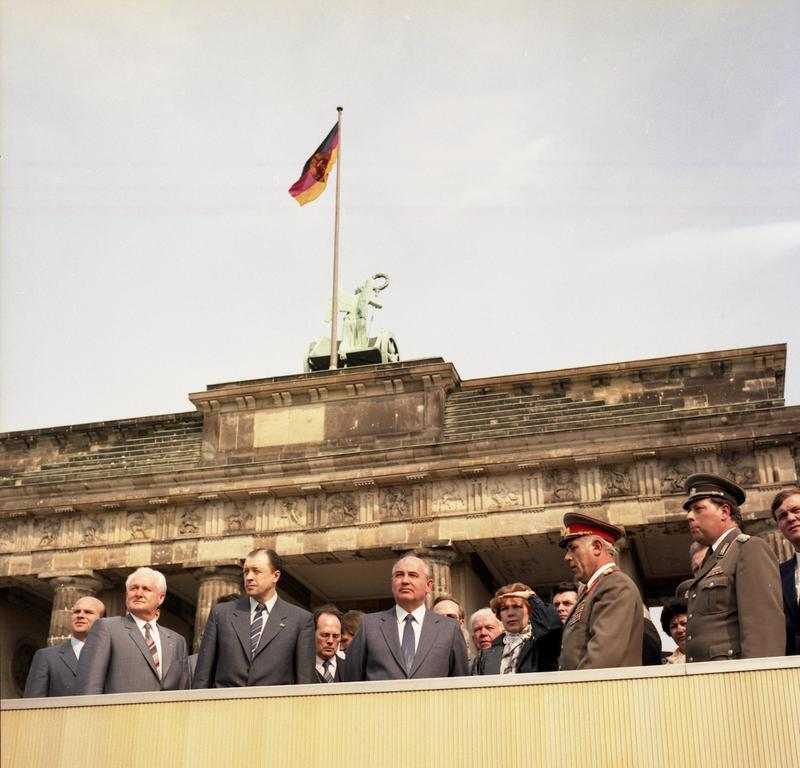
Gorbachev đứng tại Cổng Brandenburg vào tháng 4 năm 1986, trong chuyến thăm Đông Đức

Gorbachev liên tục nhấn mạnh phải tiến hành perestroika, khẩu ngữ được dùng lần đầu tiên vào tháng 3 năm 1984. Ông nhìn nhận perestroika là sự bao hàm của một loạt các chính sách cải cách nhằm tái cơ cấu kinh tế xã hội. Ông cảm thấy e ngại trước tình hình tiêu cực của Liên Xô lúc bấy giờ: sản lượng tụt hậu, đạo đức làm việc khốn cùng, hàng hóa kém chất lượng tràn làn; giống nhiều nhà kinh tế học khác, ông lo sợ Liên Xô sẽ trở thành một đất nước hạng hại trên chính trường quốc tế. Theo Gorbachev, giai đoạn đầu tiên của perestroika là uskoreniye ("tăng tốc"), một châm ngôn được ông dùng thường xuyên trong hai năm đầu cầm quyền. Liên Xô bấy giờ yếu kém hơn Hoa Kỳ ở nhiều lĩnh vực sản xuất, song Gorbachev khẳng định rằng uskoreniye sẽ đẩy mạnh đáng kể đầu ra công nghiệp và giúp Liên Xô sánh ngang với Hoa Kỳ vào năm 2000. Kế hoạch Năm năm giai đoạn 1985–1990 đặt ra chỉ tiêu mở rộng công xưởng nhà máy từ 50 đến 100%. Để kích thích sản lượng nông nghiệp, ông hợp nhất năm bộ ngành và một ủy ban nhà nước thành một cơ quan duy nhất gọi là Agroprom, tuy nhiên vào năm 1986 thì ông thú nhận đây là một sai lầm lớn.
Mục đích của cải cách là hỗ trợ nền kinh tế kế hoạch hóa tập trung – chứ không nhằm chuyển sang nền kinh tế thị trường xã hội chủ nghĩa. Tại cuộc họp với các bí thư hoạch định kinh tế trong ban chấp hành trung ương của các đảng cộng sản Đông Âu vào mùa hè năm 1985, Gorbachev đã nói: "Đa số quý vị tìm thấy lời giải cho các vấn đề của mình nhờ phương kế cơ chế thị trường thay thế hoạch định trực tiếp. Một số quý vị coi thị trường là đấng cứu tinh cho nền kinh tế của mình. Tuy nhiên, các đồng chí, các vị không nên nghĩ về đấng cứu tinh mà phải nghĩ về con thuyền, và con thuyền đó là chủ nghĩa xã hội." Chính sách perestroika của Gorbachev cũng kéo theo các nỗ lực nhằm từ bỏ sự quản lý mang tính kĩ trị đối với nền kinh tế bằng cách tăng cường lực lượng lao động tham gia vào sản xuất công nghiệp. Ông cho rằng, một khi nền kinh tế đã thoát khỏi sự kiểm soát của các nhà kế hoạch tập trung, các doanh nghiệp do nhà nước sở hữu sẽ hoạt động như những tác nhân thị trường. Gorbachev và các lãnh đạo Liên Xô cho rằng chính sách perestroika sẽ không vấp phải phản đối quá gay gắt; theo diễn giải Marxist của họ, một đất nước theo chủ nghĩa xã hội như Liên Xô thì sẽ không tồn tại "mâu thuẫn đối kháng".

#### Chính sách đối ngoại

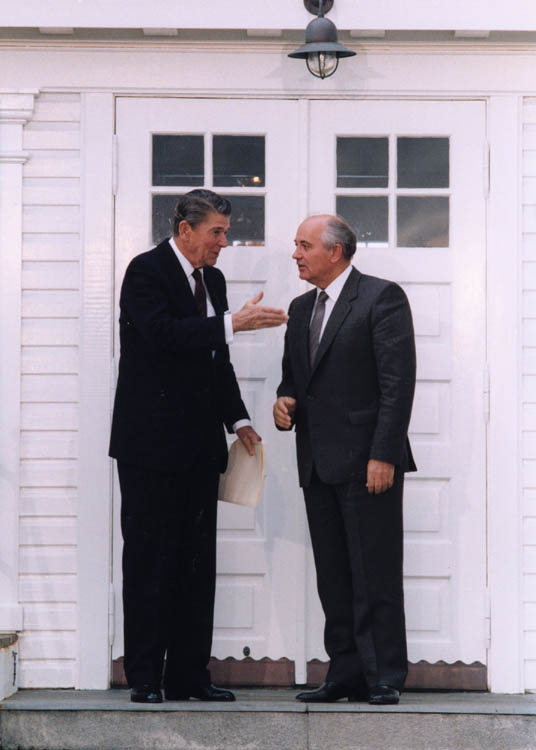
Gorbachev gặp gỡ Tổng thống Hoa Kỳ Ronald Reagan tại Iceland vào năm 1986

Tháng 5 năm 1985, trong công hàm gửi đến Ngoại trưởng Liên Xô – đây cũng là lần đầu một lãnh đạo Liên Xô trao đổi trực tiếp với đại diện ngoại giao nhà nước – Gorbachev đã đề cập đến một "sự tái cơ cấu triệt để" chính sách ngoại giao. Một vấn đề nhức nhối đối với nhiệm kỳ lãnh đạo của Gorbachev là sự sa lầy của Liên Xô trong cuộc Nội chiến Afghanistan đã kéo dài 5 năm ròng. Suốt quá trình đó, Lục quân Xô viết đã chịu nhiều tổn thất và vì vậy mà cuộc chiến đang dần mất đi sự ủng hộ của nhân dân cũng như của các tướng lĩnh quân đội. Ngay khi lên nắm quyền, Gorbachev nhận thức rõ rằng ưu tiên lúc này là rút khỏi Afghanistan. Tháng 10 năm 1985, ông gặp mặt nhà lãnh đạo Marxist người Afghanistan Babrak Karmal, khuyên can vị này tiến đến một thỏa thuận hiệp thương với các thế lực đối địch. Cùng tháng, Bộ Chính trị chuẩn y quyết định rút quân khỏi Afghanistan của Gorbachev, nhưng phải tới tận tháng 2 năm 1989 thì dư quân mới triệt thoái hết.
Gorbachev và Reagan đều sốt sắng muốn chủ trì một cuộc họp thượng đỉnh về vấn đề Chiến tranh Lạnh, song hai bên đều gặp phải cản trở từ một bộ phận phản đối trong mỗi chính phủ tương ứng. Dầu vậy, họ quyết định tổ chức một hội nghị thượng đỉnh ở Genève, Thụy Sỹ, vào tháng 11 năm 1985.

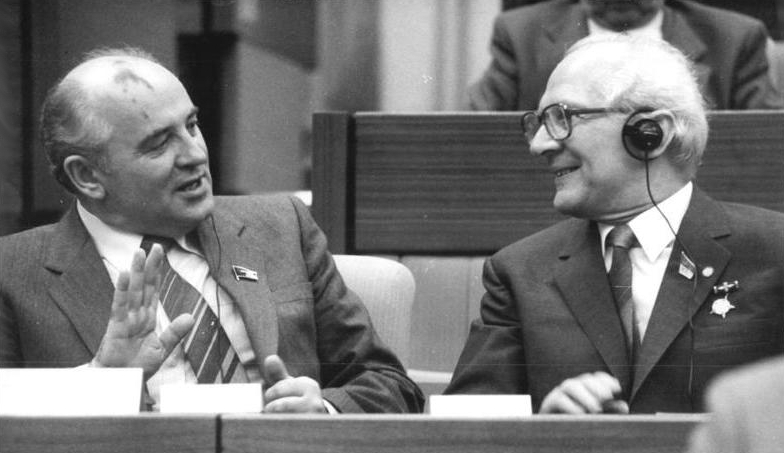
Gorbachev trò chuyện với lãnh tụ Đông Đức Erich Honecker tại Berlin vào ngày 21 tháng 4 năm 1986. Anatoly Chernyaev kể lại trong hồi ký rằng, Gorbachev từng chửi Honecker sau lưng là "thằng ngu" [мудак] vì không chịu từ chức dù đã trải qua bốn ca phẫu thuật kiệt quệ.

Tháng 1 năm 1986, Gorbachev công khai phản bác chương trình ba bước hướng tới việc giải trừ các kho vũ khí hạt nhân trên thế giới, dự định là sẽ kết thúc vào cuối thế kỷ 20. Ông đồng ý gặp mặt Reagan tại Reykjavík, Iceland, vào tháng 10 năm 1986. Tại đây, vì muốn đảm bảo chương trình SDI không thành hiện thực, Gorbachev đã nêu điều khoản nhượng bộ của mình, hứa rằng sẽ giải trừ 50% kho tên lửa hạt nhân tầm xa của Liên Xô. Cả hai nhà lãnh đạo đồng tình với quan điểm giải trừ vũ khí hạt nhân, song Reagan không chịu chấm dứt chương trình SDI, vậy nên cuộc đàm phán này coi như phá sản. Sau hội nghị thượng đỉnh, nhiều đồng minh của Reagan trong chính phủ chỉ trích ông ta vì tỏ ý muốn giải trừ vũ khí hạt nhân. Gorbachev báo cáo với Bộ Chính trị rằng Reagan "vô cùng thô sơ, như người hang, và yếu kém về khoản trí tuệ".
Trong mối quan hệ với các nước đang phát triển, Gorbachev cảm thấy khó chịu với một số nguyên thủ tự xưng là những nhà cách mạng xã hội chủ nghĩa hoặc rêu rao mình thân Liên Xô – như Muammar Gaddafi của Libya và Hafez al-Assad của Syria chẳng hạn – trái lại thì có cảm tình với Rajiv Gandhi. Gorbachev cho rằng các nước Marx–Lenin thuộc "phe xã hội chủ nghĩa" – Khối Đông, Bắc Triều, Việt Nam và Cuba – đang làm khánh kiệt nền kinh tế của nước nhà vì họ xin viện trợ nhưng không trả lại gì mấy. Ông kiên trì tìm cách hòa giải với Trung Quốc, đất nước mà đã cắt đứt quan hệ với Liên Xô kể từ tách rẽ Trung-Xô và đã tiến hành tái cơ cấu nền kinh tế của riêng họ. Tháng 6 năm 1985, ông ký kết một thỏa thuận giao thương giá trị $14 tỷ trong thời hạn 5 năm với Trung Quốc. Tháng 7 năm sau, ông đề xuất giảm thiểu sự hiện diện của quân đội Liên Xô ở biên giới Trung-Xô, đồng thời ca ngợi Trung Quốc là "đất nước xã hội chủ nghĩa vĩ đại". Trong khoảng thời gian này, Gorbachev cũng muốn hợp tác sâu rộng hơn với Ngân hàng Phát triển châu Á và thắt chặt mối quan hệ với các nước Thái Bình Dương, đặc biệt là Trung Quốc và Nhật Bản.

### 1987–1989: Cải cách sâu rộng

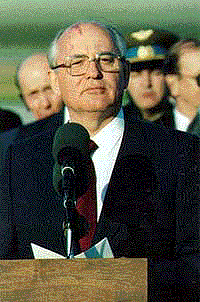
Gorbachev phát biểu về Sáng kiến Murmansk 1987

#### Trong nước
Tại phiên họp toàn thể của Ban Chấp hành Trung ương Đảng vào tháng 1 năm 1987, Gorbachev đã nêu lên vấn đề perestroika và dân chủ hóa, đồng thời chỉ trích nạn tham nhũng tràn lan bên trong bộ máy chính quyền. Ông đã cân nhắc về việc nêu thêm vấn đề bầu cử đa đảng nhưng cuối cùng đổi ý. Sau phiên họp, ông tập trung vào công cuộc cải cách kinh tế, hội kiến với các quan chức chính phủ và các nhà kinh tế học. Giới chuyên gia chủ trương giảm thiểu sự kiểm soát nền kinh tế của các cấp chính quyền và cho phép các tập đoàn quốc doanh tự đặt ra chỉ tiêu sản xuất; Ryzhkov và một số chính khách hoài nghi về giải pháp này. Tháng 6 cùng năm, Gorbachev hoàn thành báo cáo về cải cách kinh tế; trong đó thỏa hiệp rằng các bộ trưởng vẫn có quyền đặt ra chỉ tiêu kinh tế, song các tập đoàn quốc doanh không nhất thiết phải đáp ứng chỉ tiêu. Phiên họp toàn thể cùng tháng chấp nhận đề nghị của Gorbachev và Xô viết Tối cao thông qua "đạo luật tập đoàn" nhằm tiến hành cải cách. Các vấn nạn kinh tế tuy vậy vẫn còn đó: cuối những năm 1980, hàng hóa cơ bản trên thị trường vẫn thiếu hụt, lạm phát tiếp tục leo thang, và mức sống người dân ngày càng sụt giảm. Tình cảnh này đã dẫn đến các cuộc đình công của thợ mỏ ở Liên Xô vào năm 1989.
Tới năm 1987, tinh thần glasnost đã lan tỏa khắp xã hội Xô viết: báo giới đăng bài viết phóng khoáng hơn, các vấn nạn kinh tế được thảo luận công khai, và các nghiên cứu xét lại lịch sử được tuyên truyền tràn lan. Gorbachev phần lớn ủng hộ chính sách này, miêu tả glasnost như "vũ khí nòng cốt, không thể thay thế của perestroika". Tuy nhiên, ông cũng nhấn mạnh rằng nhân dân nên dùng các quyền tự do mới một cách có trách nhiệm, đồng thời vận động báo giới viết bài "hoàn toàn khách quan" và tránh "giật gân". Gần 200 bộ phim Xô viết từng bị kiểm duyệt nay được công khai trình chiếu và điện ảnh phương Tây dần tràn vào thị trường. Năm 1989, trách nhiệm của chính quyền Stalin trong vụ thảm sát Katyn hồi năm 1940 được hé lộ.
Tháng 9 năm 1987, chính phủ ngừng phá sóng hai đài phát thanh BBC và VOA. Chính sách cải cách cũng nới lỏng các hạn chế đối với tôn giáo; các chương trình mừng lễ Phục Sinh lên sóng truyền hình Liên Xô và lễ thiên niên kỷ niệm của Giáo hội Chính thống giáo Nga cũng nhận được nhiều sự quan tâm từ giới truyền thông. Các tổ chức xã hội độc lập thay nhau mọc lên, hầu hết ủng hộ Gorbachev; tổ chức lớn nhất trong đó, Pamyat, thậm chí theo chủ nghĩa dân tộc cực đoan và bài Do Thái. Gorbachev thông báo rằng, người Do Thái ở Liên Xô sẽ được phép di cư đến Israel theo ý nguyện, điều mà trước đó bị cấm cản.
Tháng 8 năm 1987, Gorbachev đi nghỉ ở Nizhnyaya Oreanda, Oreanda, Krym, và chắp bút viết cuốn Perestroika: Tư duy mới cho đất nước chúng ta và thế giới chúng ta theo đề nghị của một hãng sách Hoa Kỳ. Nhân dịp kỷ niệm 70 năm Cách mạng Tháng Mười, Gorbachev đã đọc diễn văn "Tháng Mười và Perestroika: Cuộc cách mạng tiếp tục" trước phiên họp liên tịch Đảng ủy Trung ương và Xô viết Tối cao tại Điện Kremli Quốc gia, nội dung ca ngợi Lenin nhưng phê phán Stalin vì vi phạm nhân quyền. Phái kiên định trong Đảng cảm thấy bài diễn văn đã đi quá xa, nhưng phái tự do hóa lại cho rằng nó còn quá khiêm tốn.

#### Thành lập Đại hội Đại biểu Nhân dân
Mặc dù kỳ Đại hội Đảng tiếp theo vẫn chưa lên lịch chính thức cho tới năm 1991, Gorbachev cho triệu tập sớm Hội nghị Đảng XIX vào tháng 6 năm 1988. Gorbachev kỳ vọng rằng, bằng cách cho phép nhiều thành phần ngoài Đảng vào tham dự, ông sẽ nhận thêm được sự ủng hộ cho các cải tổ của mình. Với dàn trí thức và quan chức hậu thuận, Gorbachev đã vạch ra đường đi nước bước để gạt bỏ quyền lực khỏi tay Bộ Chính trị và trao nó cho các xô viết, một cơ quan mà bấy lâu nay hầu như chỉ mang tính biểu tượng và không có thực quyền. Ông đề xuất thành lập một cơ quan mới, Đại hội Đại biểu Nhân dân, với đại biểu được tiến cử tự do bằng đầu phiếu. Đại hội sau đó sẽ bầu ra Xô viết Tối cao Liên Xô nắm giữ quyền lập pháp chính.

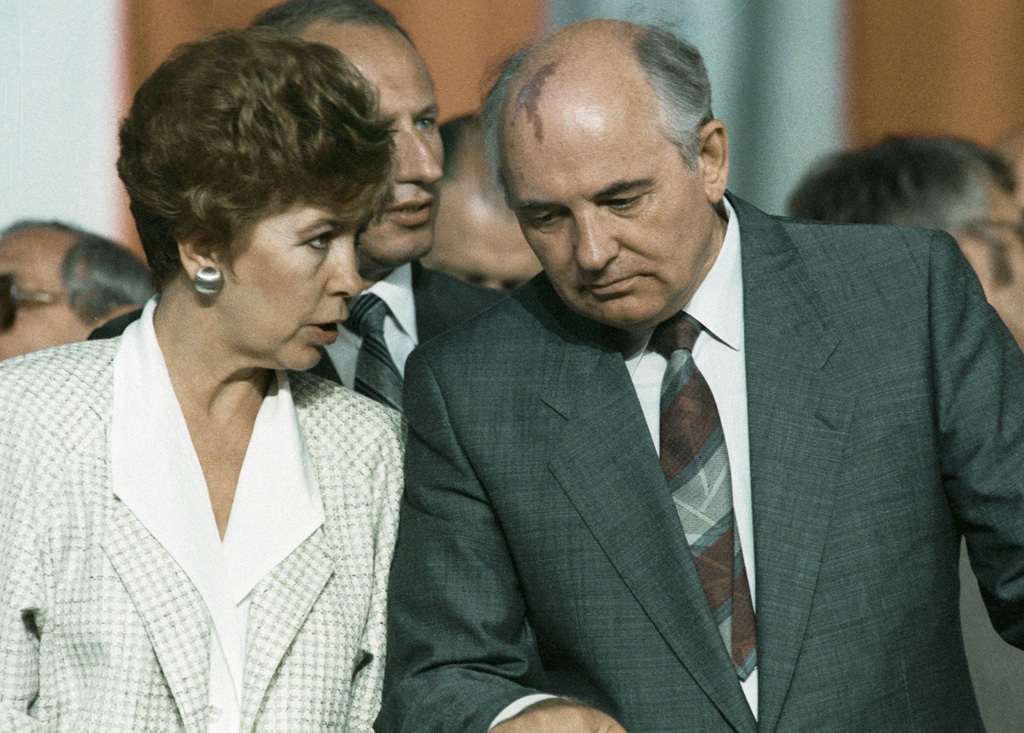
Gorbachev và vợ trong chuyến công du tại Ba Lan vào năm 1988

Những đề xuất này phản ánh mong muốn của Gorbachev nhằm thực hiện dân chủ sâu rộng; tuy nhiên, theo ông thì một điều cản trợ công cuộc này là "tâm lý nô lệ" sau hàng thế kỷ sống dưới chế độ quân chủ Sa hoàng và chuyên chế Marxist–Leninist. Được tổ chức tại Điện Kremli Quốc gia, hội nghị đã thu hút sự tham gia đông đảo của 5.000 đại biểu, trong bầu không khí tranh cãi qua lại giữa phái kiên định và phái tự do hóa. Phiên họp được truyền hình trực tiếp, và lần đầu tiên kể từ năm 1920, số đầu phiếu trở ra không đồng đều. Trong những tháng ngày sau hội nghị, Gorbachev tập trung vào việc tái thiết kế và sắp xếp lại các cơ quan Đảng; đội ngũ trong Ban Chấp hành Trung ương – bấy giờ có khoảng 3.000 ủy viên – bị cắt giảm một nửa, trong khi đó thì các ban ngành trực thuộc Ban Chấp hành Trung ương bị hợp nhất với nhau, từ 20 xuống còn 9 ban.
Vào tháng 3 và tháng 4 năm 1989, cuộc bầu cử Đại hội được tiến hành. Trong số 2.250 đại biểu lập pháp được bầu chọn, 100 người trong đó – báo giới đặt biệt danh là "Trăm Đỏ" – được Đảng Cộng sản Liên Xô đích thân chọn ra, song thực chất thì Gorbachev đã đảm bảo những người này đều ủng hộ chính sách cải tổ. Tuy rằng có tới 85% đại biểu đắc cử là đảng viên, nhiều người trong số họ – bao gồm Sakharov và Yeltsin – lại theo phái tự do hóa. Gorbachev rất hài lòng với kết quả bầu cử, miêu tả nó như "một chiến thắng chính trị lớn lao dưới các hoàn cảnh hết sức khó khăn". Đại hội sau đó tụ họp vào tháng 5 năm 1989. Gorbachev được bầu lên làm chủ tịch – nguyên thủ de facto mới – với 2.123 phiếu thuận và 87 phiếu chống. Phiên bầu cử này cũng được truyền hình trực tiếp, và các thành viên được Xô viết Tối cao lựa chọn. Tại Đại hội, Sakharov liên tiếp phát biểu đả kích khiến Gorbachev rất bực tức, đồng thời kêu gọi đẩy mạnh tự do hóa và giới thiệu quyền sở hữu tài sản tư. Sau khi Sakharov mất, Yeltsin trở thành thủ lĩnh của phái tự do hóa chống đối.

#### Quan hệ với Trung Quốc và phương Tây

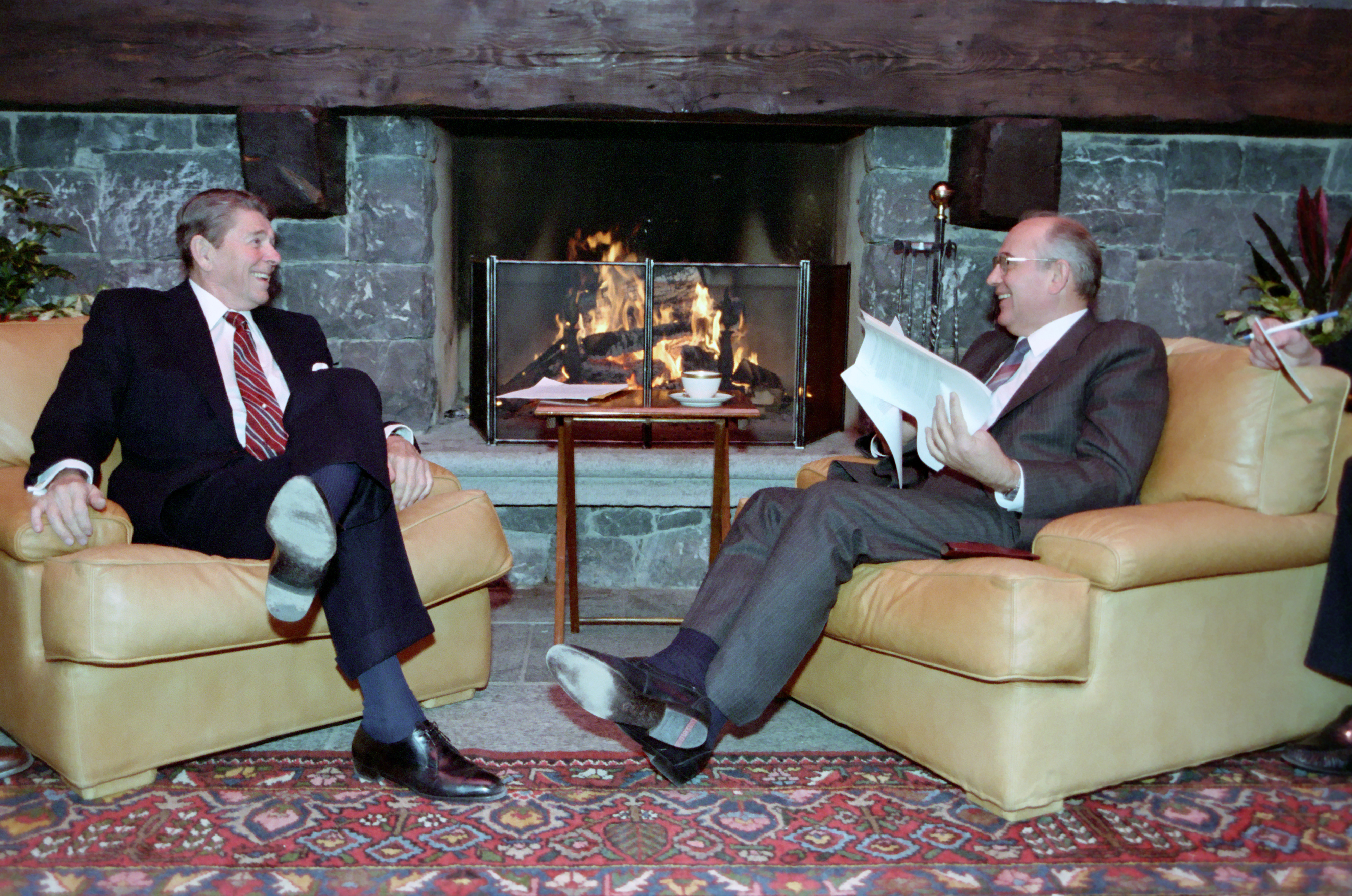
Gorbachev đàm luận mặt đối mặt với Reagan tại hội nghị thượng đỉnh Genève, Thụy Sĩ, 1985

Gorbachev nỗ lực cải thiện quan hệ bang giao với Anh, Pháp và Tây Đức; giống như các lãnh đạo Liên Xô tiền nhiệm, ông muốn kéo Tây Âu thoát khỏi vòng ảnh hưởng của Hoa Kỳ. Ông kêu gọi làm sâu đậm thêm tình hữu nghị toàn châu Âu, công khai nói về "Ngôi nhà chung Châu Âu" và một Châu Âu trải dài "từ Đại Tây Dương đến Dãy Ural". Tháng 3 năm 1987, Thatcher viếng thăm Gorbachev tại Moskva; dẫu có sự khác biệt về ý thức hệ, họ rất có cảm tình với nhau. Tháng 4 năm 1989, ông sang thăm London và dùng bữa trưa với Nữ hoàng Elizabeth II. Tháng 5 năm 1987, Gorbachev một lần nữa tới Pháp, và vào tháng 11 năm 1988, vinh dự đón tiếp Mitterrand tại Moskva. Helmut Kohl từng có lần xúc phạm Gorbachev khi so sánh ông với nhà tuyên truyền Joseph Goebbels thời Đức Quốc xã, nhưng sau đó thì vị thủ tướng Đức đã gửi lời xin lỗi chính thức và tới thăm Moskva vào tháng 10 năm 1988. Tháng 6 năm 1989, Gorbachev hậu đáp Kohl bằng một chuyến thăm Tây Đức. Tháng 11 năm 1989, ông gặp gỡ Giáo hoàng John Paul II tại Ý. Nhìn chung, quan hệ của Gorbachev với các lãnh đạo phương Tây thường nồng hậu hơn so với những người đồng cấp ở Khối Đông.
Đối với Trung Quốc, Gorbachev lựa chọn đường lối chính sách ngoại giao hòa hảo để xoa dịu sự chia rẽ trước đây giữa hai nước.Tháng 5 năm 1989, ông sang Bắc Kinh hội kiến với Đặng Tiểu Bình; ông Đặng đồng tình với quan điểm cải tổ kinh tế của Gorbachev nhưng từ chối dân chủ hóa.

## Làm sụp đổ Liên bang Xô viết
Trong làn sóng cách mạng 1989, phần lớn các quốc gia Marxist–Leninist ở Đông và Trung Âu tổ chức các cuộc bầu cử đa đảng, dẫn đến sự biến chuyển thể chế chính trị. Ở hầu hết các nước, chẳng hạn như Ba Lan và Hungary, việc này diễn ra trong hòa bình, song ở Rumani, cuộc cách mạng trở nên bạo lực, dẫn đến việc Ceaușescu bị lật đổ và hành quyết.

### 1990–1991: Nhiệm kỳ Tổng thống Liên Xô

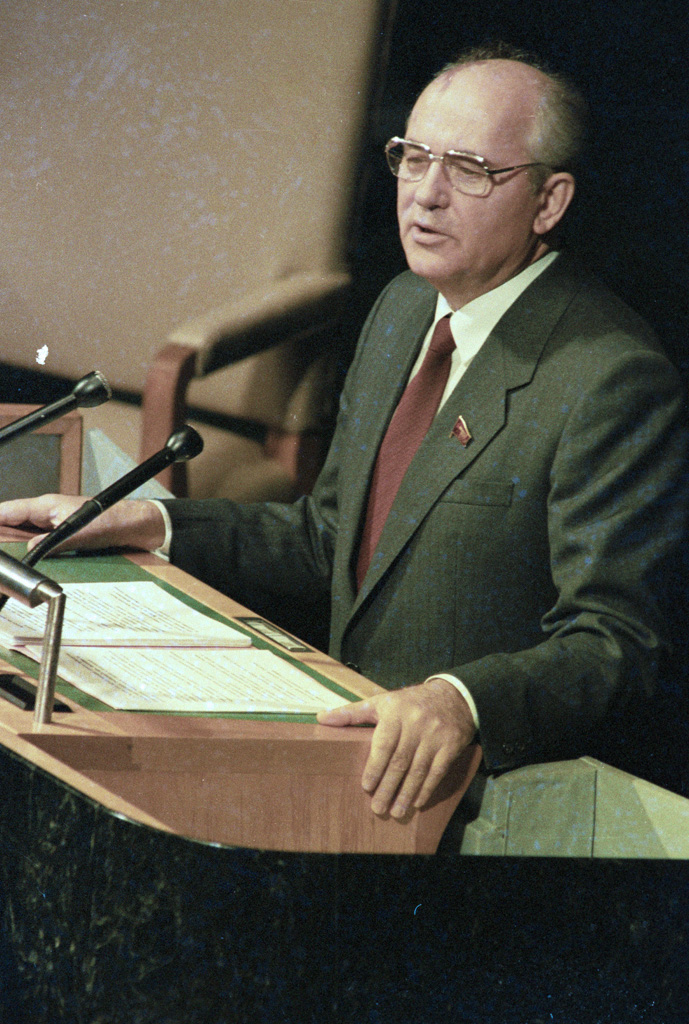
Gorbachev phát biểu trước Đại Hội đồng Liên Hợp Quốc vào năm 1988. Trong đó, ông tuyên bố sự cắt giảm đơn phương lực lượng quân sự Xô viết ở Đông Âu.

Tháng 2 năm 1990, phái tự do hóa và phái kiên định chủ nghĩa Marx–Lenin đều gia tăng sức ép lên Gorbachev. Một cuộc diễu hành ủng hộ tự do hóa đã được tổ chức ở Moskva nhằm công khai chỉ trích Đảng Cộng sản Liên Xô. Với tình hình đó, một cuộc họp của Trung ương Đảng được triệu tập, trong đó thì nhân vật theo phái kiên định Vladimir Brovikov đã cáo buộc Gorbachev là đang đưa Liên Xô lao vào con đường "vô chính phủ" và "bài hoại", theo đuổi các giá trị Tây phương mà quên đi lợi ích của nước nhà cũng như lý tưởng Marx–Lenin. Gorbachev nhận thức rõ rằng Ban Chấp hành Trung ương Đảng vẫn có quyền loại ông khỏi chức Tổng Bí thư, vậy nên quyết định lập ra chức vụ tổng thống như là nguyên thủ quốc gia cao nhất mà Đảng không có quyền can thiệp. Theo sự tái cơ cấu này, người đảm chức tổng thống chỉ có thể được tiến cử bởi Đại hội Đại biểu Nhân dân. Quyết định bầu cử kiểu này được chọn thay cho một cuộc bầu cử công chúng vì Gorbachev lo sợ sự leo thang căng thẳng chính trị và dễ để tuột mất chức vụ; tuy nhiên thì một điều tra năm 1990 đã hé lộ rằng ông vẫn là chính khách được lòng dân nhất.
Vào tháng 3 cùng năm, Đại hội Đại biểu Nhân dân tổ chức cuộc bầu cử tổng thống đầu tiên (và cũng là duy nhất) trong lịch sử Liên Xô, theo đó thì Gorbachev là ứng cử viên duy nhất. Gorbachev nhận về 1.329 phiếu thuận và 495 phiếu chống, cùng 313 phiếu vô hiệu hoặc vắng mặt, giúp ông trở thành Tổng thống Liên Xô đầu tiên. Một Hội đồng cố vấn tổng thống gồm 18 người trên danh nghĩa được lập ra để thay thế Bộ Chính trị. Tại cùng cuộc họp Đại hội đó, Gorbachev đề xuất thay thế Điều 6 Hiến pháp Liên Xô, trong đó tuyên bố Đảng Cộng sản là "đảng thống trị" duy nhất ở Liên Xô; Đại hội thông qua cải cách trên và gây phương hại de jure đến nhà nước độc đảng bấy lâu nay.
Trong cuộc bầu cử Xô viết Tối cao Nga vào năm 1990, Đảng Cộng sản Liên Xô phải đối đầu với một liên minh tự do hóa tự xưng là "Nước Nga Dân chủ". Yeltsin giành được một ghế nghị viện, điều mà khiến Gorbachev không mấy hài lòng. Cùng năm đó, các cuộc thăm dò ý kiến cho thấy Yeltsin đã hạ bệ Gorbachev với tư cách là chính khách được quý mến nhất ở Liên Xô. Gorbachev không thể hiểu được tại sao Yeltsin lại có được danh vọng như vậy, bình rằng: "hắn ta uống rượu như uống nước lã ... nói năng thì ú ớ, hắn nghĩ ra toàn ý tưởng có quỷ mới biết, cứ như là bản ghi đã lỗi thời vậy". Cơ quan Xô viết Tối cao Nga giờ đây nằm ngoài tầm kiểm soát của Gorbachev. Vào tháng 6 năm 1990, Xô viết Tối cao Nga ra tuyên bố rằng luật lệ của nó được ưu tiên trước các luật lệ của chính phủ trung ương Xô viết. Vì làn sóng dân tộc chủ nghĩa Nga dâng cao lúc bấy giờ, Gorbachev đã phải bất đắc dĩ ủng hộ sự thành lập của Đảng Cộng sản Cộng hòa Xã hội chủ nghĩa Xô viết Liên bang Nga như một nhánh trực thuộc của Đảng Cộng sản Liên Xô. Gorbachev tới dự đại hội đầu tiên của nó vào tháng 6, song dần nhận ra rằng phần lớn những người bên trong theo phái kiên định, chống lại các cải cách của ông.

#### Tái thống nhất Đức và Chiến tranh Vùng Vịnh
Tháng 1 năm 1990, Gorbachev đồng thuận riêng về quyết định tái thống nhất hai miền nước Đức, song từ chối cho phép nước này giữ tư cách thành viên NATO của Tây Đức tiền thân. Ý tưởng của ông về việc cho phép Đức tiếp tục là thành viên của cả NATO lẫn Khối Warszawa không thu hút được mấy sự ủng hộ. Ngày 9 tháng 2 năm 1990, trong một cuộc điện đàm với James Baker, Bộ trưởng Ngoại giao Hoa Kỳ lúc bấy giờ, Gorbachev đã bày tỏ lập trường "một khu vực NATO mở rộng là điều không thể chấp nhận được" mà Baker cũng đồng tình. Tháng 5 năm 1990, ông tới thăm Hoa Kỳ để hội kiến với Tổng thống Bush. Tại đây, Gorbachev chấp thuận rằng một nhà nước Đức thống nhất sẽ có quyền tự chọn liên minh cho mình. Rốt cuộc, ông bằng lòng với việc thống nhất hai miền nước Đức với điều kiện NATO không được phép đóng quân ở phía Đông.

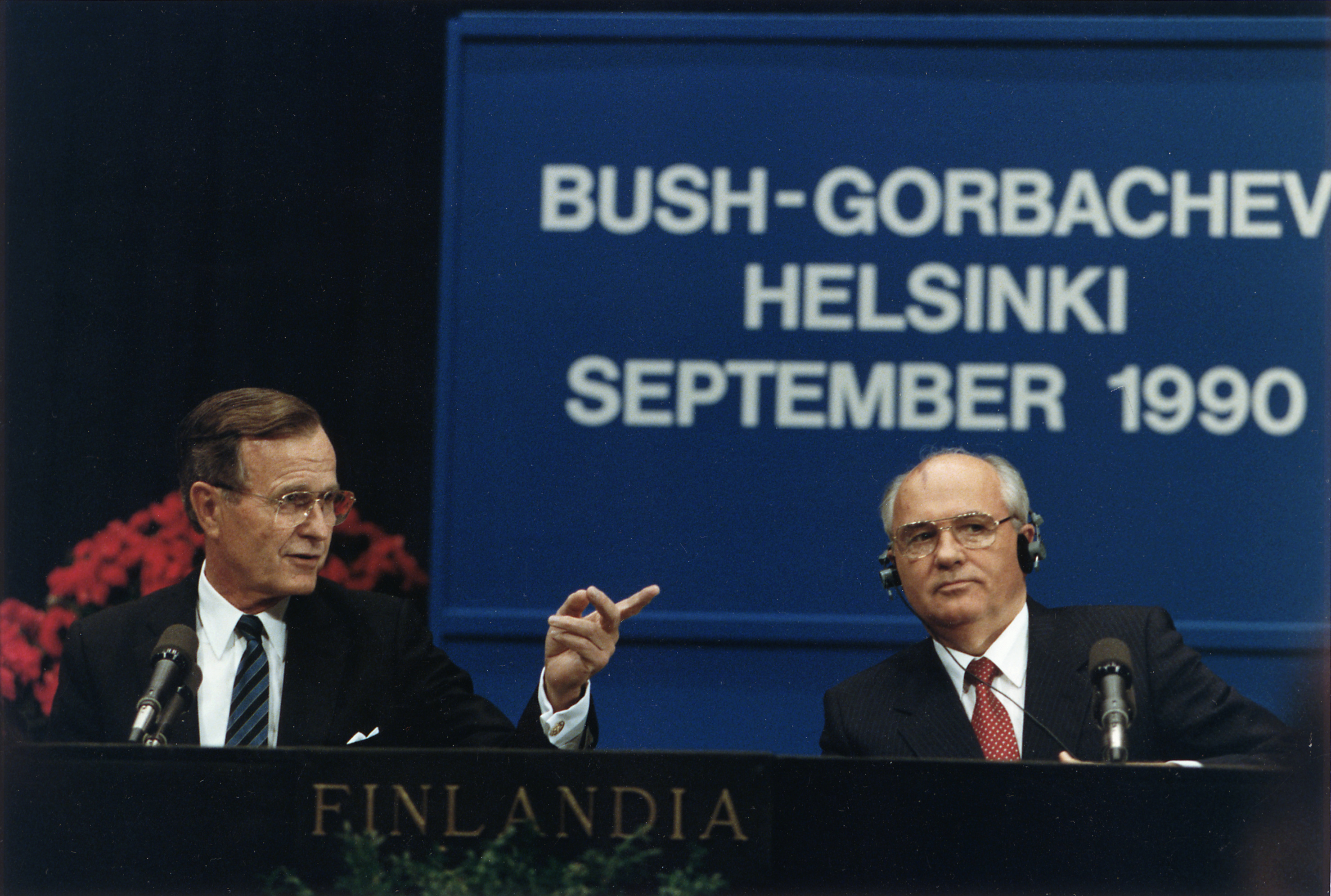
Tháng 9 năm 1990, Gorbachev liên tiếp gặp mặt Tổng thống Hoa Kỳ George Bush tại Hội nghị thượng đỉnh Helsinki.

Tháng 8 năm 1990, chính phủ Iraq của Saddam Hussein phát động cuộc xâm lược Kuwait; Gorbachev tán thành sự lên án của Tổng thống Bush đối với hành động xâm phạm lãnh thổ của Iraq. Quyết định này đã khiến Gorbachev phải hứng chịu chỉ trích gay gắt từ các cơ quan nhà nước Liên Xô, những người coi Hussein như một đồng minh chủ chốt ở Vịnh Ba Tư và quan ngại cho sự an toàn của 9.000 công dân nước họ đang trú tại Iraq; Gorbachev bất chấp cho rằng Iraq rõ ràng là kẻ gây hấn trong xung đột này. Vào tháng 11, Liên Xô tán thành Nghị quyết 660 của Hội đồng Bảo an Liên Hợp Quốc, theo đó cho phép các quốc gia sử dụng vũ lực để đánh bật Quân đội Iraq khỏi Kuwait. Gorbachev về sau gọi đó là một "bước ngoặt" trong giới chính trị, "lần đầu tiên các siêu cường chung tay hành động trước một khủng hoảng khu vực". Tuy nhiên, khi Hoa Kỳ thông báo kế hoạch triển khai lục quân tại Kuwait, Gorbachev lại quay ra phản đối, khuyến khích các bên tìm ra giải pháp hòa bình. Tháng 10 năm 1990, Gorbachev được trao tặng Giải Nobel Hòa bình; tuy lấy làm hãnh diện, song ông đã phải thừa nhận "những cảm xúc trái chiều" về giải thưởng này. Các cuộc thăm dò ý kiến dư luận cho thấy 90% công dân Liên Xô không tán thành Giải Nobel của Gorbachev, thứ giải thưởng mà vốn bị coi là thân phương Tây và chống Liên Xô.

#### Đảo chính Tháng Tám và khủng hoảng chính phủ

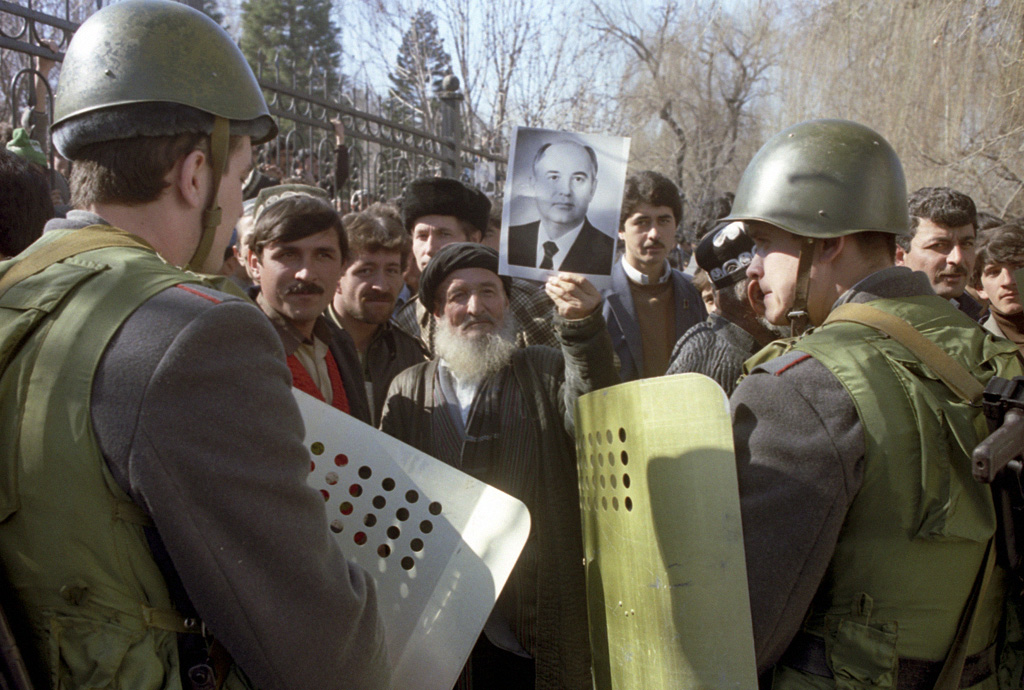
Bạo loạn Dushanbe chống Armenia và chống chính phủ ở Tajikistan Xô viết, 1990

Tại Đại hội Đảng Cộng sản Liên Xô lần thứ XXVIII vào tháng 7 năm 1990, phái kiên định ra sức đả kích phái cải cách, nhưng rốt cuộc thì Gorbachev vẫn tái đắc cử chức Tổng Bí thư với sự ủng hộ của 3/4 đại biểu và đảng viên Vladimir Ivashko do Gorbachev lựa chọn cũng được bầu lên chức phó bí thư. Nhằm thỏa hiệp với những người tự do hóa, Gorbachev đã tập hợp một nhóm cố vấn cải cách kinh tế do bản thân ông và Yeltsin tự tay lựa chọn. Giải pháp mà nhóm này đưa ra được gọi là chương trình "500 Ngày", với nội dung kêu gọi phi tập trung hóa và tư nhân hóa. Gorbachev coi gói cải cách này là "chủ nghĩa xã hội hiện đại" chứ không phải sự quay trở lại chủ nghĩa tư bản, song thực ra thì trong bụng còn nhiều ngờ vực. Vào tháng 9, Yeltsin đệ trình kế hoạch lên Xô viết Tối cao Nga và nhận được sự đồng thuận của họ. Nhiều đảng viên Đảng Cộng sản và công nhân viên chức nhà nước đã được cảnh báo trước về vấn đề này, rằng nó sẽ gây hỗn loạn thị trường, thúc đẩy lạm phát và nạn thất nghiệp. Chương trình 500 Ngày rốt cuộc bị bãi bỏ. Tại thời điểm này, Yeltsin quở trách Gorbachev trong một bài diễn văn tháng 10, khẳng định rằng Nga sẽ không bao giờ chấp nhận sự lệ thuộc vào chính quyền Xô viết.
Tới giữa tháng 11 năm 1990, báo giới kêu gọi Gorbachev từ chức và dự đoán một cuộc nội chiến sắp nổ ra. Phái kiên định ép Gorbachev giải tán hội đồng cố vấn tổng thống và bắt giữ những kẻ tự do hóa tru tréo trên truyền thông. Vào tháng 11, ông đọc cương lĩnh tám điểm của mình trước Xô viết Tối cao, đề cập đến nội dung cải cách chính phủ và bãi bỏ hội đồng cố vấn tổng thống. Tại thời điểm này, Gorbachev đã bị nhiều đồng minh cũ cô lập. Yakovlev đã thoát ly khỏi vòng ảnh hưởng của Gorbachev, còn Shevardnadze thì đã từ chức. Giới trí thức từng ủng hộ Gorbachev nay lại thoái trào, và cuối năm 1990 thì tỷ lệ nhân dân ủng hộ ông cũng tụt dốc không phanh.
Giữa làn sóng bất đồng chính kiến ở vùng Baltic, với tâm điểm là tại Litva, vào tháng 1 năm 1991, Gorbachev đã yêu cầu Hội đồng Tối cao Litva hủy bỏ các cải cách đòi độc lập tự chủ. Binh lính Xô viết đi chiếm cứ các tòa nhà ở Vilnius và tấn công người biểu tình, khiến 15 người thiệt mạng. Với tình hình đó, phái tự do hóa chỉ trích Gorbachev kịch liệt và Yeltsin cũng kêu gọi ông từ chức. Gorbachev khẳng định bản thân không dính líu gì đến cuộc đàn áp, trái ngược với lời kể của một số sĩ quan quân đội; sự thật đằng sau biến cố này đến nay vẫn chưa sáng tỏ. E ngại trước nguy cơ bất ổn dân sự lan rộng, Gorbachev bèn hạ lệnh cấm biểu tình vào tháng đó và ban bố thiết quân luật ở nhiều thành phố, động thái mà đã làm phật lòng phái tự do hóa nhưng cũng chưa đủ để thuyết phục phái kiên định. Với mong muốn bảo toàn sự toàn vẹn lãnh thổ của Liên Xô, Gorbachev và lãnh đạo của chín nước cộng hòa Xô viết tuyên thệ vào tháng 4 là sẽ cố gắng tái lập liên bang dưới một hiến pháp mới, nhưng điều này không được sự tán thành của sáu nước cộng hòa còn lại – Estonia, Latvia, Litva, Moldova, Gruzia và Armenia. Cuộc trưng cầu dân ý năm 1991 cho thấy 76,4% người tham gia vẫn ủng hộ sự tiếp tục của một liên bang thống nhất, tuy chưa tính ý kiến của nhân dân sáu nước cộng hòa nổi loạn kể trên. Với tình hình này, Gorbachev và Yeltsin cùng nhiều nhân vật trong chính giới khác bắt đầu thương thảo về một bản hiến pháp mới, dự định được ký kết vào tháng 8.

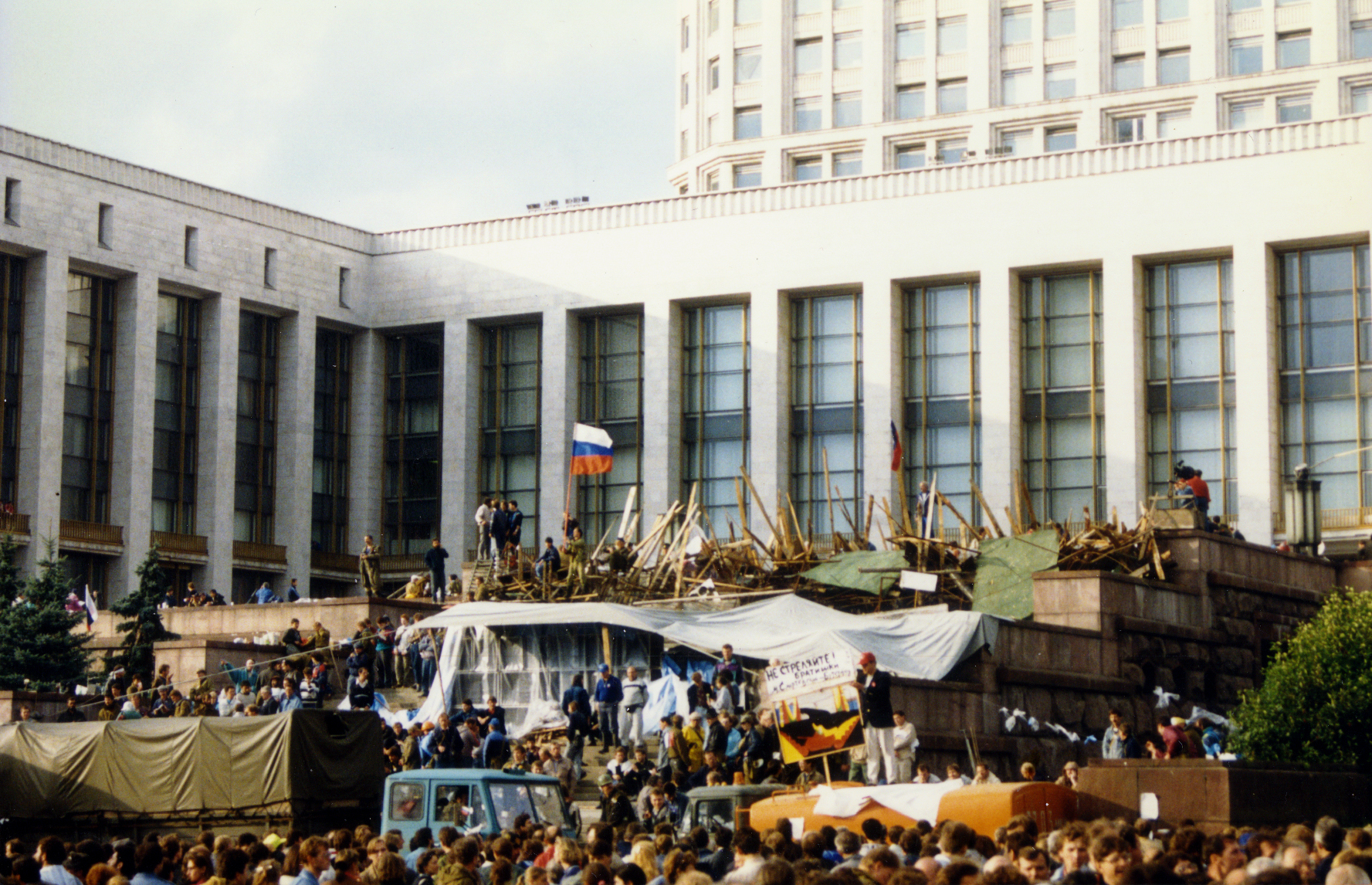
Hàng chục ngàn người biểu tình chống chính biến vây quanh Nhà Trắng, Moskva

Vào tháng 8, Gorbachev và gia đình đi nghỉ ở dacha "Zarya" ('Rạng Đông') tại Foros, Krym. Hai tuần sau, một nhóm các đảng viên kỳ cựu của Đảng Cộng sản Liên Xô đã tự ý lập ra Ủy ban Nhà nước về tình trạng khẩn cấp và tiến hành một cuộc chính biến. Đường dây điện thoại nối tới dacha của Gorbachev bị cắt, sau đó một nhóm những người chủ mưu bao gồm Boldin, Shenin, Baklanov và Tướng Varennikov, đã tới tận nơi để báo cho vị tổng thống về sự biến trên thủ đô. Các thủ lĩnh đảo chính yêu cầu Gorbachev ban bố tình trạng khẩn cấp chính thức trên toàn quốc nhưng bị khước từ. Gorbachev và gia đình bị giam lỏng ở dacha. Nhóm âm mưu đảo chính thông báo rằng Gorbachev bị ốm, vậy nên Phó Tổng thống Yanayev sẽ thay quyền quản lý nhà nước.

### Mãn cuộc và tan rã
Sau cuộc đảo chính thất bại, Xô viết Tối cao nhanh chóng đình chỉ vô thời hạn các hoạt động của Đảng Cộng sản, chấm dứt sự cai trị của chính đảng này ở Liên Xô.

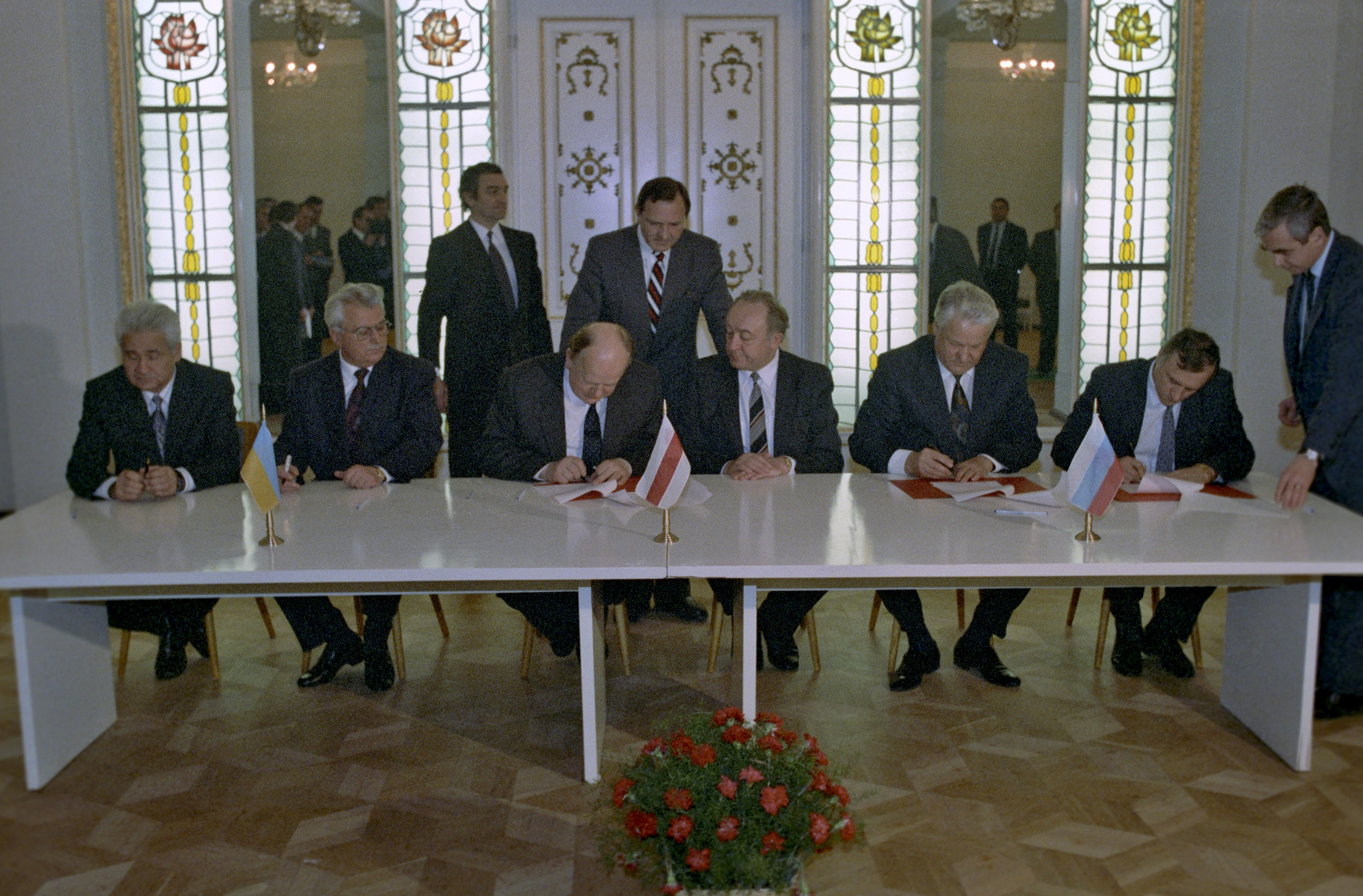
Nguyên thủ các nước Cộng hòa Xô viết ký kết Hiệp định Belovezha 1991, chính thức giải thể Liên bang Xô viết và kiến lập Cộng đồng các Quốc gia Độc lập.

Ngày 30 tháng 10, Gorbachev tới dự Hội nghị Madrid 1991 để cố khôi phục tiến trình hòa bình giữa Israel và Palestine. Tại đây, ông một lần nữa gặp Tổng thống Bush. Trên đường về, Gorbachev tạt qua Pháp và tá túc tại nhà riêng của Mitterrand gần Bayonne.

## Cuộc đời sau sự sụp đổ của Liên Xô

### 1991–1999: Những năm đầu
Từ giã hoạt động công vụ, Gorbachev có nhiều thời gian dành cho gia đình hơn. Ông và Raisa vẫn sống trong căn dacha ọp ẹp tại Rublevskoe Shosse, ngoài ra còn được phép tư hữu hóa căn hộ nhỏ của họ trên Đường Kosygin. Trong những năm đầu, ông dốc sức xây dựng Quỹ Quốc tế Nghiên cứu Kinh tế – Xã hội và Chính trị, còn được biết đến với cái tên "Quỹ Gorbachev", khai trương vào tháng 3 năm 1992; Yakovlev và Revenko trở thành những phó chủ tịch đầu tiên của tổ chức này.

## Ý thức hệ chính trị
— William Taubman bình phẩm về Gorbachev, 2017
Theo người bạn đại học Zdeněk Mlynář, vào đầu những năm 1950, "Gorbachev, giống như đồng trang lứa, là một người Stalinist". Tuy nhiên, Mlynář cũng cho rằng, không giống sinh viên Liên Xô thời bấy giờ, Gorbachev không coi chủ nghĩa Marx là "một tập hợp các tiền đề để mà ghi nhớ". Hai nhà tiểu sử học Doder và Branson nhận định rằng, sau cái chết của Stalin, "ý thức hệ [của Gorbachev] sẽ không bao giờ bị áp đặt nữa", nhưng vẫn công nhận ông là "một người tin tưởng thực sự" vào hệ thống Xô viết. Doder và Branson cũng ghi nhận rằng, tại Đại hội Đảng lần thứ XXVII năm 1986, Gorbachev vẫn tỏ ra là một người Marxist–Leninist. Cùng năm, nhà viết tiểu sử Zhores Medvedev cũng khẳng định "Gorbachev vừa không phải một nhà tự do chủ nghĩa, vừa không phải một nhà cải cách".
Giữa những năm 1980, khi Gorbachev lên nắm quyền, nhiều nhà phân tích đã tranh cãi liệu rằng Liên Xô có đang thoái trào thành một đất nước thế giới thứ ba hay không. Trong bối cảnh ấy, Gorbachev cho rằng Đảng Cộng sản Liên Xô phải biết thích nghi và tư duy sáng tạo như Lenin đã làm đối với học thuyết của Karl Marx và Friedrich Engels trong hoàn cảnh nước Nga thế kỷ 20. Ví dụ, ông nghĩ rằng lối hùng biện về cách mạng toàn cầu và lật đổ giai cấp tư sản — những luận điểm nòng cốt của chủ nghĩa Lenin — đã trở nên quá rủi ro trong kỷ nguyên mà chiến tranh hạt nhân có khả năng hủy diệt nhân loại. Ông bắt đầu từ bỏ niềm tin Marxist–Leninist về sự đấu tranh giai cấp như là đầu máy của diễn trình lịch sử, thay vào đó nhìn nhận chính trị như một phương cách để tổng hòa lợi ích của tất cả các giai cấp. Tuy nhiên, theo bình chú của Gooding, các thay đổi mà Gorbachev đề xuất đều "được thể hiện hoàn toàn bằng các thuật ngữ trong ý thức hệ Marx-Lenin".
Theo Doder và Branson, Gorbachev muốn "lột bỏ xã hội bị chi phối bởi quân sự ở trong nước và bãi bỏ chủ nghĩa đế quốc hoang phí quy mô lớn ở nước ngoài". Tuy nhiên, Jonathan Steele cho rằng Gorbachev thất bại trong đánh giá về việc tại sao các nước Baltic lại muốn độc lập và "trong thâm tâm ông ta vẫn là, và vẫn sẽ là, một người theo chủ nghĩa đế quốc Nga". Trái lại, Gooding đánh giá Gorbachev là người "cam kết cho dân chủ", điều mà tách biệt ông khỏi những lãnh tụ tiền nhiệm. Gooding cũng để ý trong thời gian cầm quyền, Gorbachev coi chủ nghĩa xã hội không đơn thuần là con đường tiến tới chủ nghĩa cộng sản, mà tự thân nó cũng là một cái đích.

## Đời tư

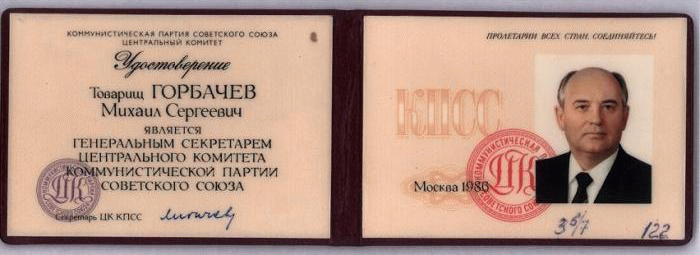
Chân dung chính thức của Gorbachev; các bức ảnh và chân dung của ông thường xóa vết bớt rượu loang trên trán ông.

Tới năm 1955, Gorbachev đã bắt đầu rụng tóc, và vào những năm 1960 thì đầu ông trọc đi hẳn, để lộ một vết bớt rượu loang trên trán. Ông cao 175 mét (574 ft) khi trưởng thành. Suốt những năm 1960, ông vật lộn với bệnh béo phì và phải ăn kiêng để cải thiện sức khỏe; Doder và Branson tả Gorbachev là người "khỏe chứ không béo". Ông nói tiếng Nga với giọng miền Nam, ngoài ra còn biết hát các ca khúc dân dã lẫn thịnh hành.
Suốt cuộc đời, Gorbachev luôn cố gắng ăn mặc thật sành điệu. Ghét rượu nặng, ông hiếm khi nhậu nhẹt và không hề hút thuốc. ông khá bí mật về đời tư của mình và không hay mời người lạ tới nhà. Gorbachev yêu thương vợ hết mực, người mà cũng rất quan tâm đến ông. Ông cũng là một người bố và người ông dốc hết tâm trí. Ông gửi con gái mình tới trường địa phương tại Stavropol thay vì những ngôi trường đặc biệt dành cho giới quan chức.

### Tính cách
Người bạn đại học của Gorbachev, Mlynář, miêu tả ông là người "trung thành và thật thà". Gorbachev rất tự tin, lịch thiệp, và khôn khéo, có tính khí lạc quan và niềm nở. Ông thường đùa những câu tiếu lâm về bản thân, có khi chửi bậy, và thường xưng ở ngôi thứ ba. Ông là một nhà quản lý lành nghề, với trí nhớ tốt. Là người cần cù và nghiện làm việc, trên cương vị Tổng Bí thư, Gorbachev thường thức dậy lúc 7:00 hoặc 8:00 giờ sáng và phải tới 1:00 hoặc 2:00 giờ đêm mới đi ngủ. Taubman đánh giá Gorbachev là "một người rất tử tế", và cho rằng ông có "tiêu chuẩn đạo đức cao".

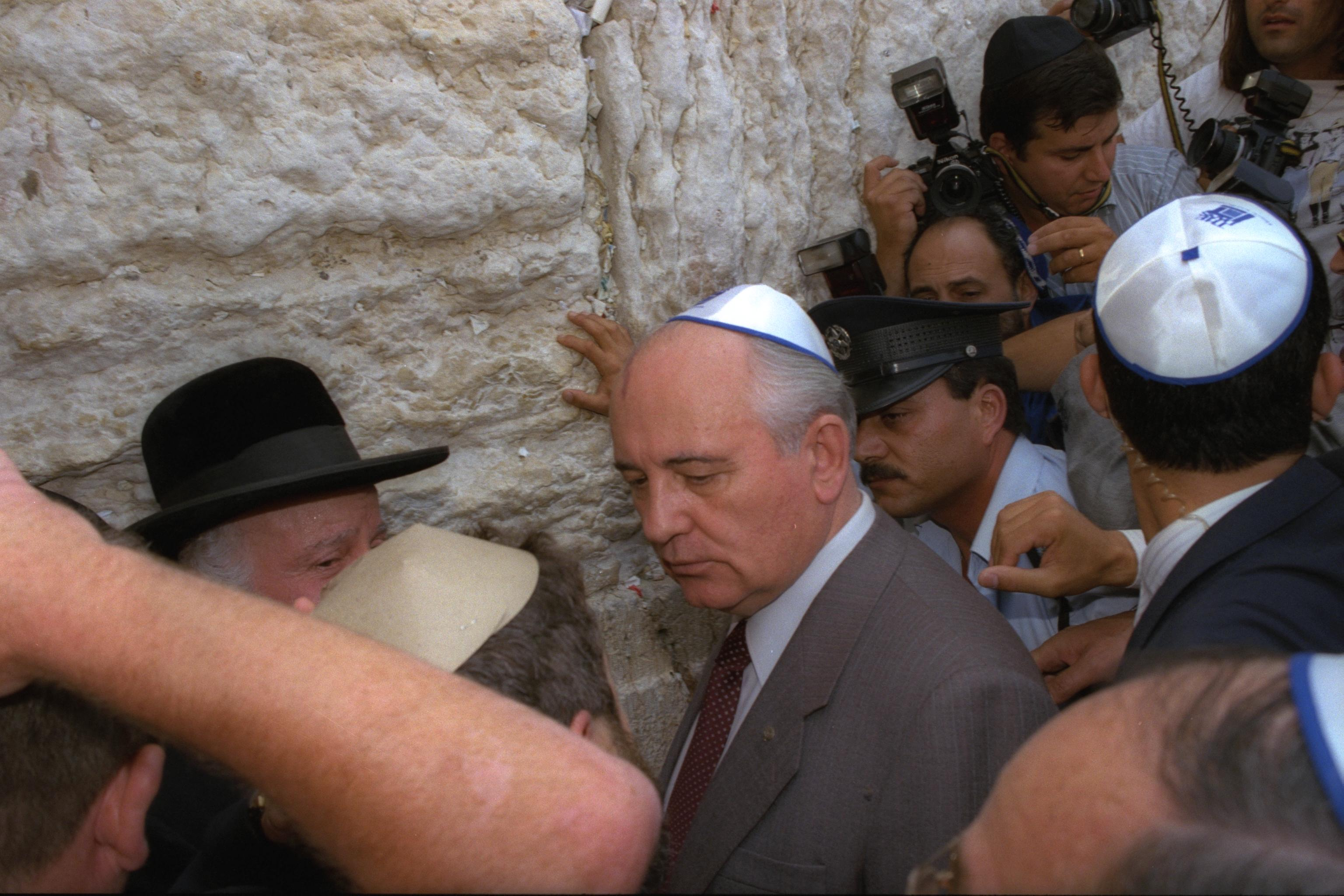
Gorbachev thăm Bức tường Than Khóc ở Jerusalem vào năm 1992

Zhores Medvedev cho rằng Gorbachev hùng biện rất giỏi, nhận xét vào năm 1986 rằng "Gorbachev có lẽ là nhà diễn thuyết tài nhất trong hàng ngũ chóp bu của Đảng" kể từ thời Lev Trotsky. Medvedev cũng đánh giá Gorbachev là "một nhà lãnh đạo có sức hút", điều mà thiếu vắng ở những người tiền nhiệm như Brezhnev, Andropov và Chernenko. Doder và Branson ví Gorbachev như "một kẻ bỏ bùa có khả năng quyến rũ trí tuệ những kẻ hoài nghi, luôn ra sức hấp thụ họ, hoặc ít nhất là làm mòn cái lưỡi dao chỉ trích của kẻ khác". McCauley cho rằng Gorbachev đã bộc lộ "khả năng chiến lược tài tình" qua việc thao túng phái kiên định Marxist–Leninist và phái tự do hóa trong phần lớn nhiệm kỳ cầm quyền của mình, và cũng thêm rằng, ông ấy "điêu luyện ở khoản chính sách chiến lược, ngắn hạn, hơn là ở khoản tư duy chiến thuật, dài hạn", một phần vì "không để ý mấy đến việc hoạch định chính sách".

## Qua đời và di sản
Ông qua đời ngày 30 tháng 8 năm 2022 tại Moskva sau 2 năm rưỡi chống chọi với tiểu đường và các vấn đề về thận, hưởng thọ 91 tuổi, theo tổng thống Nga Vladimir Vladimirovich Putin thông báo. Như vậy, với việc Gorbachev qua đời thì tất cả các nhà lãnh đạo thời Liên Xô đã qua đời. Tang lễ của ông theo nghi thức gần giống với Quốc tang đã được tổ chức vào ngày 3 tháng 9 năm 2022, và an táng chung người vợ của mình.
Ở phương Tây và các nước Đông Âu ngoài Liên Xô, Gorbachev thường có thiện cảm như là người góp phần chấm dứt Chiến tranh Lạnh. Ví dụ, tại Đức, ông được hoan nghênh vì đã đồng ý không can thiệp để sự thống nhất nước Đức diễn ra. Tuy nhiên, tại Nga và các nước thuộc Liên Xô cũ, ông mang tiếng xấu vì bị coi là kẻ làm sụp đổ đất nước Liên Xô và chịu trách nhiệm về cuộc khủng hoảng kinh tế diễn ra sau đó. Đa số người Nga hiện nay đánh giá Gorbachev rất tiêu cực, có những người còn muốn truy tố ông ra tòa vì tội phản quốc.
Từ năm 1991 đến cuối thế kỷ XX, tổng giá trị sản xuất trong nước (GDP) của Nga giảm xuống 52% so năm 1990 (trong khi đó, vào thời kỳ chiến tranh từ năm 1941 đến năm 1945 chỉ giảm 22%). Sản xuất công nghiệp giảm 64,5%, sản xuất nông nghiệp giảm 60,4%. Vật giá tăng cao hơn 5.000 lần. Sự sụp đổ của Liên Xô sau này được tổng thống Nga Putin gọi là "thảm họa địa chính trị tồi tệ nhất thế kỷ XX. Đối với nước Nga, nó đã trở thành một bi kịch thực sự. Hàng triệu công dân và những người yêu nước của chúng ta bỗng nhiên thấy họ đang sống bên ngoài lãnh thổ Nga.".
Sau này vào tháng 5/1993, Gorbachev thăm Pháp đã trả lời phỏng vấn báo "Le Figaro" về khả năng "hỗ trợ bên ngoài" trong việc xóa bỏ chủ nghĩa cộng sản tại Liên Xô, Gorbachev lần đầu tiên công nhận rằng trong cuộc gặp với Tổng thống Mỹ Ronald Reagan tại Reykjavik, ông đã "trao Liên Xô vào tay Mỹ" (trong hồi ký của mình, Reagan nói rằng ông ta đã bị sốc vì vui mừng khi biết một bộ phận trong giới chính trị cấp cao Liên Xô lại có tư tưởng chống Cộng). Sau này, năm 1999, tại trường đại học Mỹ ở Thổ Nhĩ Kỳ, Gorbachev tự thú nhận: "Mục tiêu của toàn bộ đời tôi là tiêu diệt chủ nghĩa cộng sản. Chính vì để đạt được mục tiêu này tôi đã sử dụng địa vị của mình trong Đảng và trong Nhà nước... Và để đạt được nó, tôi đã phải thay đổi toàn bộ Ban lãnh đạo Đảng Cộng sản Liên Xô và Xô viết Tối cao cũng như Ban lãnh đạo ở tất cả các nước Cộng hoà. Tôi đã tìm kiếm những người ủng hộ để hiện thực hoá mục tiêu đó, trong số này đặc biệt có A. Yakovlev, Shevardnadze...".
Chiến tranh tại Afghanistan đã bắt đầu từ cuối thập niên 1970, làm tiêu mòn các nguồn tài nguyên Xô viết. Cuộc chiến này và nhiều phong trào cách mạng tại các nước vệ tinh của Xô viết (được trợ cấp nhiều từ các chiến dịch bí mật của phương Tây), ví dụ nổi bật nhất là Ba Lan và Afghanistan, khiến Liên bang Xô viết phải chi ra những khoản tiền lớn nhằm giữ ổn định trật tự và giúp các chính phủ tại đó hoạt động. Một số người cho rằng cuộc chạy đua vũ trang của phương Tây cũng tạo sức ép khiến Liên Xô phải chịu những chi phí lớn mà lẽ ra có thể dùng để phát triển kinh tế. Hạ tầng kinh tế Xô viết rơi vào tình trạng suy sụp kể từ năm 1985 (khi Gorbachev lên nắm quyền) và các sự kiện đó có ảnh hưởng to lớn tới những quyết định của Gorbachev về tự do hoá. Cuối cùng, những nỗ lực nhằm cải cách nền kinh tế Liên bang Xô viết là quá chậm chạp, các nước vệ tinh cũng phải chịu một phần trách nhiệm, dẫn tới sự chấm dứt tồn tại của một giai đoạn đối đầu dài 50 năm giữa Đông và Tây.
Nhưng cũng có nhiều người khác, đặc biệt những người lớn tuổi đã từng trải qua cuộc sống ở Liên Xô cũ, tin rằng Liên bang Xô viết không phải ở tình trạng khủng hoảng kinh tế tồi tệ như đã từng được tuyên bố, và họ coi Gorbachev là một chính trị gia kém cỏi, người đã đưa ra những cải cách sai lầm. Ông bị coi là phải chịu trách nhiệm cho sự tan rã của Liên Xô, dẫn đến sự hỗn loạn kinh tế và chính trị ở Nga và không gian hậu Xô viết trong những năm 1990.
Trong những năm cuối đời, Lazar Moiseyevich Kaganovich đã nói trong một cuộc phỏng vấn rằng thời kỳ cầm quyền của Gorbachev chính là sự phá hủy trực tiếp đất nước. Năm 2012, tổ chức Liên minh các công dân Nga còn nộp đơn kiện Gorbachev với tội danh Phản bội Tổ quốc.
Những quan điểm khác cho rằng Gorbachev không đáng bị đổ lỗi hoàn toàn cho sự sụp đổ của Liên Xô. Năm 2011, có 42% người Nga được hỏi cho rằng Gorbachev có vai trò chính trong sự tan rã Liên Xô, trong khi 37% cho rằng sự tan rã của Liên Xô chủ yếu là do nhiều yếu tố khách quan, còn Gorbachev không phải là nguyên nhân chính. Cuốn "Lịch sử hiện đại của Nga? Sách tham khảo dành cho giáo viên" do Filipov chủ biên cho rằng: "Sự nghiệp chính của Gorbachev là đạt được dân chủ hóa sâu rộng đất nước. Chính ông đã xóa bỏ hệ thống kiểm duyệt và đưa ra chế độ bầu cử giống như Cộng hòa Nhân dân Trung Hoa, biến những quyền công dân vốn chỉ có trên giấy tờ thành hiện thực. Không ngoa khi nói rằng Gorbachev đã trao tự do cho người dân Liên Xô, nhưng cái giá phải trả quả thực là quá lớn".
Giáo sư người Trung Quốc Zuo Fenrong, chuyên gia về Nga và Liên Xô thuộc Viện Nghiên cứu Chiến lược Quốc tế (Đảng Cộng sản Trung Quốc) cho rằng dù không có Gorbachev thì Liên Xô vẫn sẽ khó tồn tại nếu không có cải cách hợp lý. Quá trình trì trệ của Liên Xô đã tích tụ từ 20 năm trước đó, và đến khi Gorbachev lên nắm quyền, những cải cách mang tính mày mò không còn hữu ích nữa. Khi lựa chọn con đường cải cách chính trị, Gorbachev đã tiến hành cải cách dựa trên nguyên tắc "trao lại toàn bộ quyền lực cho Xô Viết tối cao (Quốc hội Liên Xô)". Việc bầu cử đại biểu nhân dân đã trở thành khởi đầu cho sự hỗn loạn và thảm họa của Liên Xô. Vấn đề không phải là trao cho người dân quyền lựa chọn, mà là kế hoạch "giao toàn quyền cho Xô viết Tối cao" của Gorbachev là vô cùng phản khoa học. Đến năm 1990, Gorbachev phải chuyển sang chế độ tổng thống - đa đảng - tam quyền phân lập, các nước cộng hòa thành viên cũng bầu ra tổng thống và Xô viết Tối cao cho riêng họ. Kết quả là giới lãnh đạo chính trị và lực lượng ly khai địa phương được kết hợp, tạo ra các thế lực ly khai làm tan rã Liên Xô. Gorbachev giống như một thuyền trưởng lái con thuyền nhỏ trong giông bão, nhưng lại thiếu kỹ năng điều khiển nên đã khiến con thuyền bị lật úp trước khi đến đích. Chính cuộc đấu tranh của Boris Yeltsin (Tổng thống Nga đầu tiên) với Gorbachev đã trở thành một nhân tố quan trọng dẫn đến sự tan rã của Liên Xô. Tất nhiên, Gorbachev, người đang nắm quyền, vẫn phải chịu trách nhiệm về sự tan rã của Liên Xô: Ông ấy không phải là một nhà lãnh đạo sáng suốt, ông ấy không thành lập đội ngũ lãnh đạo cải cách, và cũng ích kỷ khi không bổ nhiệm những quan chức không đúng thành tích của họ..
Có những chính trị gia Nga ngày nay vẫn có thiện cảm với Gorbachev, mặc dù Gorbachev thường chỉ trích họ, bởi dù sao thì ông cũng là lãnh đạo cuối cùng của Liên Xô, một đất nước mà Nga kế thừa rất nhiều di sản. Vào ngày 2 tháng 3 năm 2011, Thủ tướng Medvedev cũng ký lệnh trao tặng Huân chương Thánh Andrew, huân chương cao quý nhất của nhà nước Liên Bang Nga cho Gorbachev, và phát biểu: "Tôi nghĩ rằng đây là một đánh giá thích hợp về khối lượng công việc mà ông đã thực hiện với tư cách là nguyên thủ quốc gia, trong những thời điểm phức tạp và đặc biệt khó khăn... Đây cũng là một biểu hiện của sự tôn trọng đối với đất nước mà ông từng lãnh đạo, quê hương chung của chúng ta, Liên Xô." .

## Chú giải
1. ↑  Ngày 14 tháng 3 năm 1990, Điều 6 trong Hiến pháp Liên bang Xô viết bị xóa bỏ. Một chế độ đa đảng đa nguyên chính trị từ đó đã được thiết lập ở Liên Xô và Đảng Cộng sản bị gạt bỏ quyền lực khỏi bộ máy nhà nước.
2. ↑  Bị miễn nhiệm tạm thời từ ngày 19 đến ngày 21 tháng 8 năm 1991 trong cuộc đảo chính Tháng Tám.
3. ↑  De facto cho tới ngày 21 tháng 8 năm 1991; de jure cho tới ngày 4 tháng 12.
4. ↑  Cương vị này bị bãi bỏ vào ngày 25 tháng 12 năm 1991 và quyền lực được chuyển giao cho Tổng thống Nga Boris Yeltsin. Chức trách tổng thống được kế thừa bởi Hội đồng các nguyên thủ và Bí thư điều hành của Cộng đồng các Quốc gia Độc lập.
5. ↑  Bản thân giữ chức Chủ tịch Đảng Dân chủ Xã hội Thống nhất Nga cho tới ngày 24 tháng 11 năm 2001 và chức Chủ tịch Đảng Dân chủ Xã hội Nga cho tới ngày 20 tháng 10 năm 2007
6. ↑  tiếng Nga: Михаил Сергеевич Горбачёв; phát âm tiếng Nga: [mʲɪxɐˈil sʲɪrˈɡʲejɪvʲɪdʑ ɡərbɐˈtɕɵf]